# Liste der Biografien/Holl
Liste der Biografien |
Portal Biografien |
Personensuche
# |
A |
B |
C |
D |
E |
F |
G |
H |
I |
J |
K |
L |
M |
N |
O |
P |
Q |
R |
S |
T |
U |
V |
W |
X |
Y |
Z |
?
 
Ha |
Hd |
He |
Hi |
Hj |
Hk |
Hl |
Hm |
Hn |
Ho |
Hr |
Hs |
Ht |
Hu |
Hv |
Hw |
Hy
 
Hoa |
Hob |
Hoc |
Hod |
Hoe |
Hof |
Hog–Hok |
Hol |
Hom |
Hon |
Hoo |
Hop |
Hoq |
Hor |
Hos |
Hot |
Hou |
Hov |
How |
Hox |
Hoy |
Hoz
 
Hola |
Holb |
Holc |
Hold |
Hole |
Holf |
Holg |
Holi |
Holj |
Holk |
Holl |
Holm |
Holn |
Holo |
Holp |
Holr |
Hols |
Holt |
Holu |
Holv |
Holw |
Holy |
Holz
Die Liste der Biografien führt alle Personen auf, die in der deutschsprachigen Wikipedia einen Artikel haben. Dieses ist eine Teilliste mit 823 Einträgen von Personen, deren Namen mit den Buchstaben „Holl“ beginnt.

## Holl
- Holl, Adolf (1930–2020), österreichischer Theologe und Publizist
- Holl, Albert (1890–1970), deutscher Graveur, Medailleur und Bildhauer
- Holl, Alfred (* 1956), deutscher Mathematikhistoriker und Wirtschaftsinformatiker
- Höll, Barbara (* 1957), deutsche Politikerin (Die Linke); MdL, MdB
- Holl, Bernhard (* 1984), österreichischer Posaunist, Komponist und Arrangeur
- Holl, Elias (1573–1646), deutscher BaumeisterElias Holl (1573–1646)

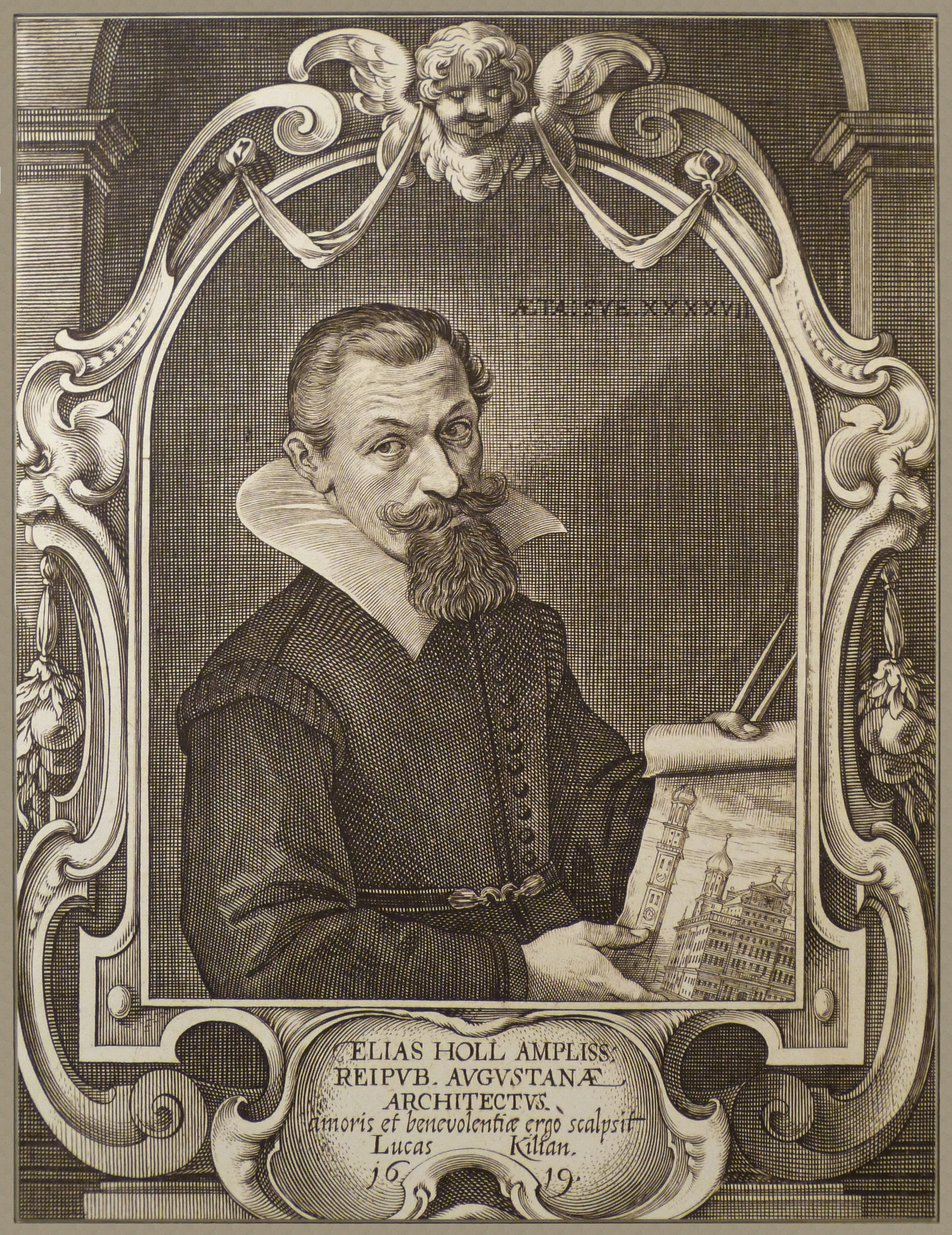
Elias Holl (1573–1646)

- Holl, Erwin (* 1957), deutscher Maler und Grafiker
- Holl, Frank (1845–1888), englischer Maler
- Holl, Frank (* 1956), deutscher Literaturwissenschaftler und Historiker
- Holl, Franz Xaver (1720–1784), Jesuit, Theologe, Hochschullehrer in Innsbruck und Heidelberg
- Holl, Friedrich (1794–1856), deutscher Apotheker, Pharmazeut, Naturforscher, Botaniker und Paläontologe
- Holl, Friedrich-Lothar (1949–2019), deutscher Hochschullehrer
- Holl, Fritz (1883–1942), deutscher Schauspieler, Regisseur und Intendant
- Holl, Georgia (* 1916), deutsche Schauspielerin
- Höll, Gregor (1911–1999), österreichischer Wintersportler
- Holl, Gussy (1888–1966), deutsche Schauspielerin und SängerinGussy Holl (1888–1966)

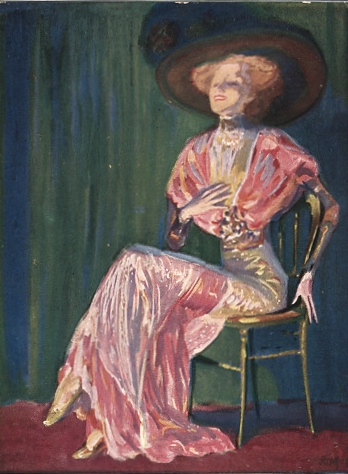
Gussy Holl (1888–1966)

- Höll, Hartmut (* 1952), deutscher Pianist
- Holl, Heinrich (* 1936), deutscher Brigadegeneral des Heeres der Bundeswehr
- Holl, Jakob Alfons (1905–1966), deutscher katholischer Priester
- Holl, Jann (1935–1995), deutscher Philosoph
- Höll, Johann (1930–2017), österreichischer Politiker (SPÖ), Abgeordneter zum Nationalrat
- Holl, Johannes (1512–1594), Augsburger Baumeister der deutschen Renaissance und Vater von Elias Holl
- Holl, Johannes, Spitalmeister im Kreuzherrenkloster zu Memmingen
- Holl, Josef (1921–1993), deutscher Gewerkschafter und Politiker (SPD), MdL
- Holl, Justin (* 1992), US-amerikanischer Eishockeyspieler
- Holl, Karl (1866–1926), deutscher Theologe, Hochschullehrer für Theologie und Kirchengeschichte
- Holl, Karl (1886–1971), deutscher Literarhistoriker sowie Hochschullehrer
- Holl, Karl (1892–1975), deutscher Musikwissenschaftler und Musikschriftsteller
- Höll, Karl (1901–1997), deutscher Lebensmittelchemiker
- Holl, Karl (1931–2017), deutscher Historiker und Politiker (FDP), MdBB
- Holl, Kurt (1938–2015), deutscher Lehrer
- Holl, Lienhart, dritter Buchdrucker in Ulm
- Holl, Maria (1549–1634), deutsche Gastwirtin, als Hexe verfolgt und freigesprochen
- Holl, Maria (* 1953), deutsche Heilpraktikerin im Bereich Psychotherapie, Diplomsozialarbeiterin und -pädagogin sowie Autorin
- Holl, Norbert Heinrich (* 1936), deutscher Diplomat und Schriftsteller
- Holl, Peter (1860–1925), deutscher Politiker (SPD)
- Holl, Philipp (1879–1967), Bürgermeister von Wiesbaden
- Holl, Rainer (* 1983), deutscher Autor und Poetry-Slammer
- Holl, Robert (* 1947), niederländischer Opern-, Konzert- und Liedersänger, Komponist und Gesangspädagoge
- Höll, Rudolf (* 1936), deutscher Geologe
- Holl, Steven (* 1947), US-amerikanischer Architekt
- Holl, Ursula (* 1982), deutsche FußballtorhüterinUrsula Holl (* 1982)

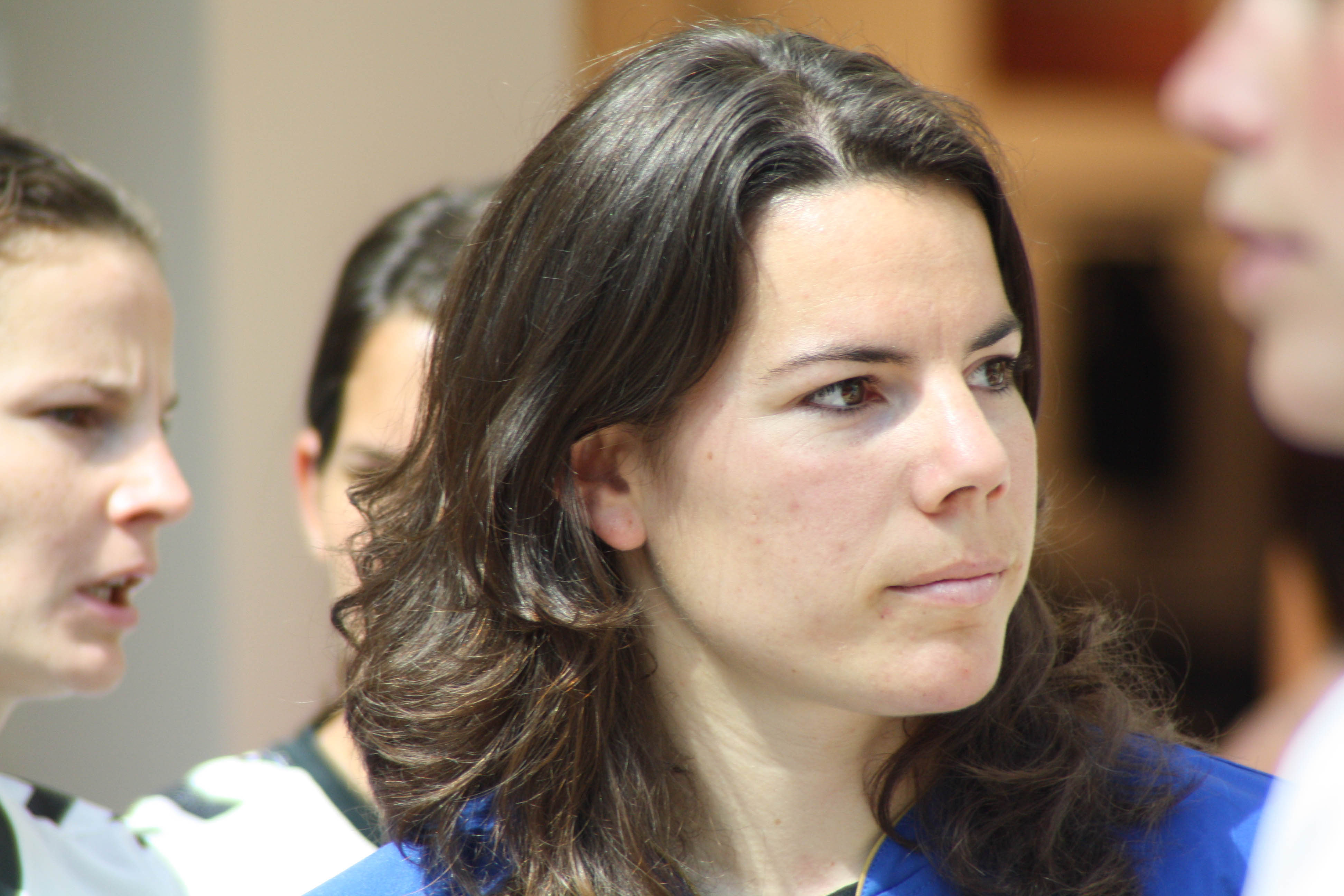
Ursula Holl (* 1982)

- Holl, Ute (* 1960), Autorin, Filmemacherin und Professorin für Medienwissenschaft an der Universität Basel
- Höll, Valentina (* 2001), österreichische Mountainbikerin
- Höll, Werner (1898–1984), deutscher Maler, Holzschneider und Kunstkritiker
- Holl, Wolfgang († 1590), deutscher Bischof und Weihbischof in Eichstätt
- Höll, Wolfgang (* 1952), deutscher Fußballspieler
- Höll, Wolfram (* 1986), deutscher Dramatiker

### Holla
- Holla, Danny (* 1987), niederländischer Fußballspieler
- Holla, Ernst (1888–1963), deutscher Politiker (CDU), MdB
- Holla-Maini, Aarti, britische Weltraumexpertin
- Hollack, Emil (1860–1924), deutscher Lehrer und Vorgeschichtler in Ostpreußen
- Holladay, Alexander (1811–1877), US-amerikanischer Politiker
- Holladay, Marvin (* 1929), US-amerikanischer Jazzmusiker (Saxophon) und Musikwissenschaftler
- Holladay, Terry (* 1955), US-amerikanische Tennisspielerin
- Holladay, Wilhelmina Cole (1922–2021), US-amerikanische Kunstsammlerin und Mäzenin
- Hollaender, Adrian (* 1971), österreichischer Autor und JuristAdrian Hollaender (* 1971)

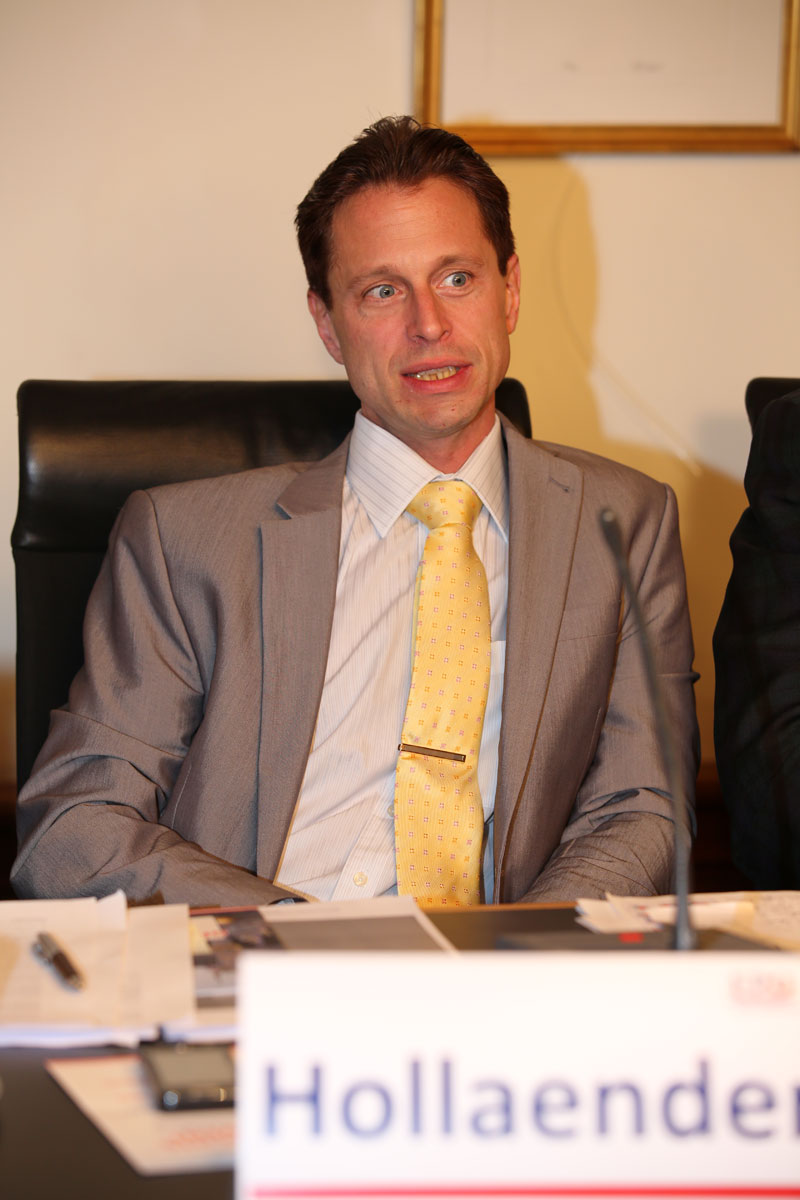
Adrian Hollaender (* 1971)

- Hollaender, Alexander (1898–1986), US-amerikanischer Physiker
- Hollaender, Alexis (1840–1924), deutscher Pianist und Musikpädagoge
- Hollaender, Alkuin (1851–1909), deutscher Historiker und Lehrer
- Hollaender, Anna (1840–1917), deutsche Konzertsängerin (Sopran) und Gesangslehrerin
- Hollaender, Felix (1867–1931), deutscher Schriftsteller und Regisseur
- Hollaender, Friedrich (1896–1976), deutscher KomponistFriedrich Hollaender (1896–1976)

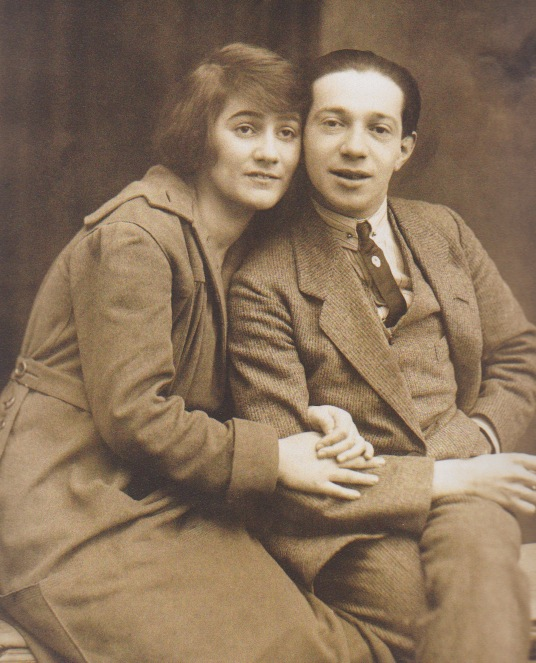
Friedrich Hollaender (1896–1976)

- Hollaender, Gustav (1855–1915), deutscher Geiger, Dirigent und Komponist
- Hollaender, Ludwig Heinrich (1833–1897), deutscher Hochschullehrer und Zahnarzt
- Hollaender, Victor (1866–1940), deutscher Pianist, Dirigent und Komponist
- Hollaer, Adriaantje (* 1610), niederländische Geschäftsfrau
- Hollai, Imre (1925–2017), ungarischer Politiker
- Hollan, Alexandre (* 1933), ungarisch-französischer Maler
- Holland Moritz, Patricia (* 1967), deutsche Schriftstellerin
- Holland, Agnieszka (* 1948), polnische Filmregisseurin und Drehbuchautorin
- Holland, André, US-amerikanischer Schauspieler
- Holland, Anthony, US-amerikanischer Jazzmusiker (Saxophon, Klarinette)
- Holland, Anthony (1928–1988), US-amerikanischer Film- und Theaterschauspieler
- Holland, Anthony John (1940–2007), britischer Drehbuchautor
- Holland, Arthur (1916–1987), englischer Fußballschiedsrichter
- Holland, August († 1902), deutscher Orgelbauer
- Holland, Benedict von (1775–1853), deutscher Priester und Lehrer
- Holland, Bill (1907–1984), US-amerikanischer Autorennfahrer
- Holland, Brian (* 1941), US-amerikanischer Songwriter und Produzent
- Holland, Carl (1843–1891), deutscher Theaterschauspieler und Komiker
- Holland, Carola (* 1947), deutsche Illustratorin von Kinder- und Jugendbüchern
- Holland, Cecelia (* 1943), amerikanische Schriftstellerin
- Holland, Ceri (* 1997), walisische Fußballspielerin
- Holland, Charles (1908–1989), britischer Radrennfahrer
- Holland, Charles (1909–1987), US-amerikanischer Sänger (Tenor)
- Holland, Charles Hepworth (1923–2019), britischer Geologe
- Holland, Charles R. (* 1946), US-amerikanischer Offizier, General der US Air Force
- Holland, Cherish, US-amerikanische Schauspielerin
- Holland, Christian Leonhard (1829–1889), Mitglied des Kurhessischen Kommunallandtages
- Holland, Cornelius (1783–1870), US-amerikanischer Politiker
- Holland, Dave (* 1946), britischer Jazzbassist und Komponist
- Holland, Dave (1948–2018), britischer Schlagzeuger
- Holland, Deidre (* 1966), niederländische Pornodarstellerin
- Holland, Demarcus (* 1994), US-amerikanischer Basketballspieler
- Holland, Dexter (* 1965), US-amerikanischer MusikerDexter Holland (* 1965)

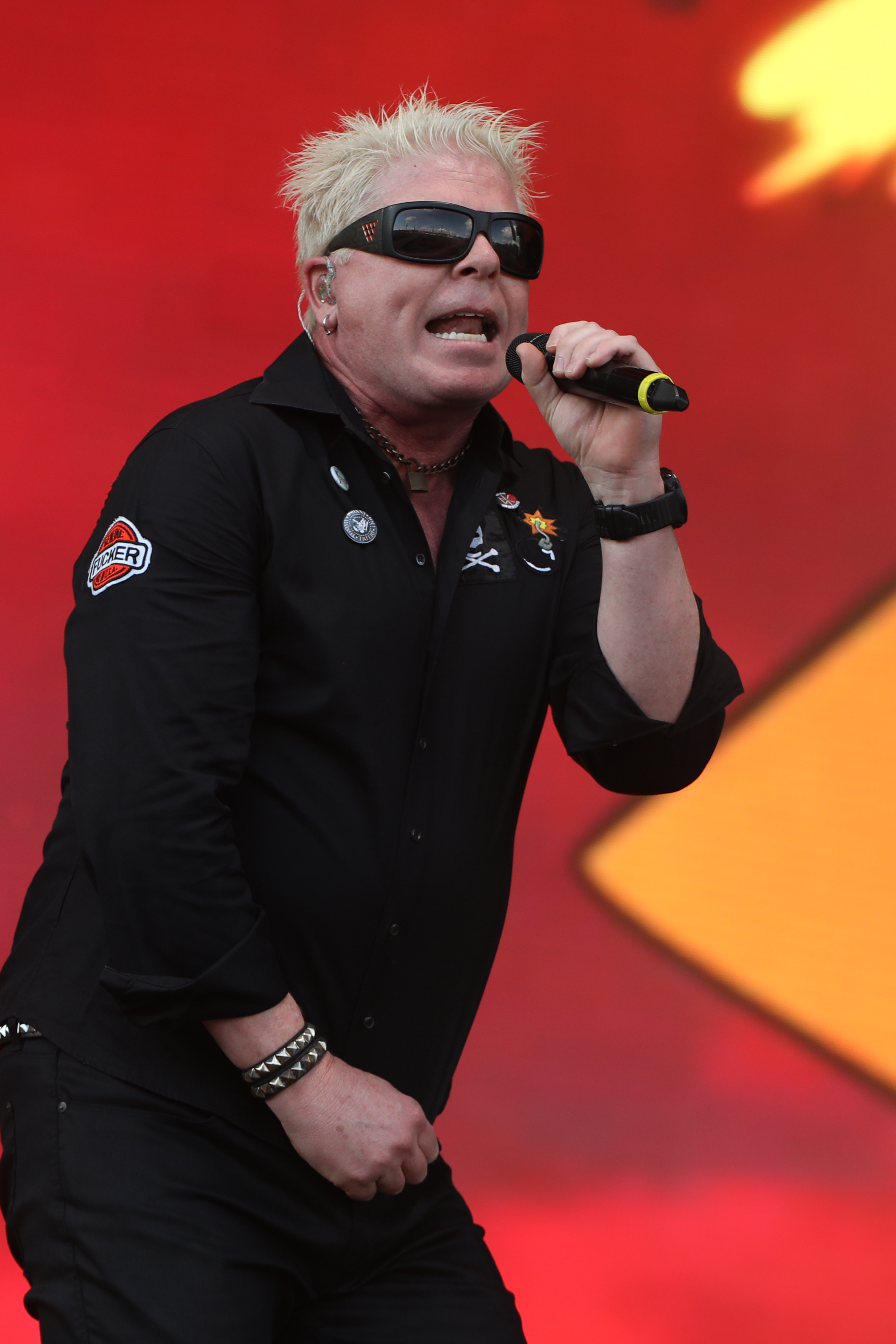
Dexter Holland (* 1965)

- Holland, Diana, britische Gewerkschafterin
- Holland, Dietmar (* 1949), deutscher Musikwissenschaftler
- Holland, Drew (* 1995), US-amerikanischer Wasserballspieler
- Holland, Dutch (1903–1967), US-amerikanischer Baseballspieler
- Holland, Eddie (* 1939), US-amerikanischer Songwriter und Produzent
- Holland, Edward († 1756), britischer Politiker, Bürgermeister von Albany und von New York City
- Holland, Edward Everett (1861–1941), US-amerikanischer Politiker
- Holland, Eleanor, Countess of Salisbury (* 1386), englische Adlige
- Holland, Ellinor (1928–2010), deutsche Verlegerin und Herausgeberin
- Holland, Elmer J. (1894–1968), US-amerikanischer Politiker
- Holland, Erik (1933–2020), norwegischer Schauspieler
- Holland, Fabian (* 1990), deutscher FußballspielerFabian Holland (* 1990)

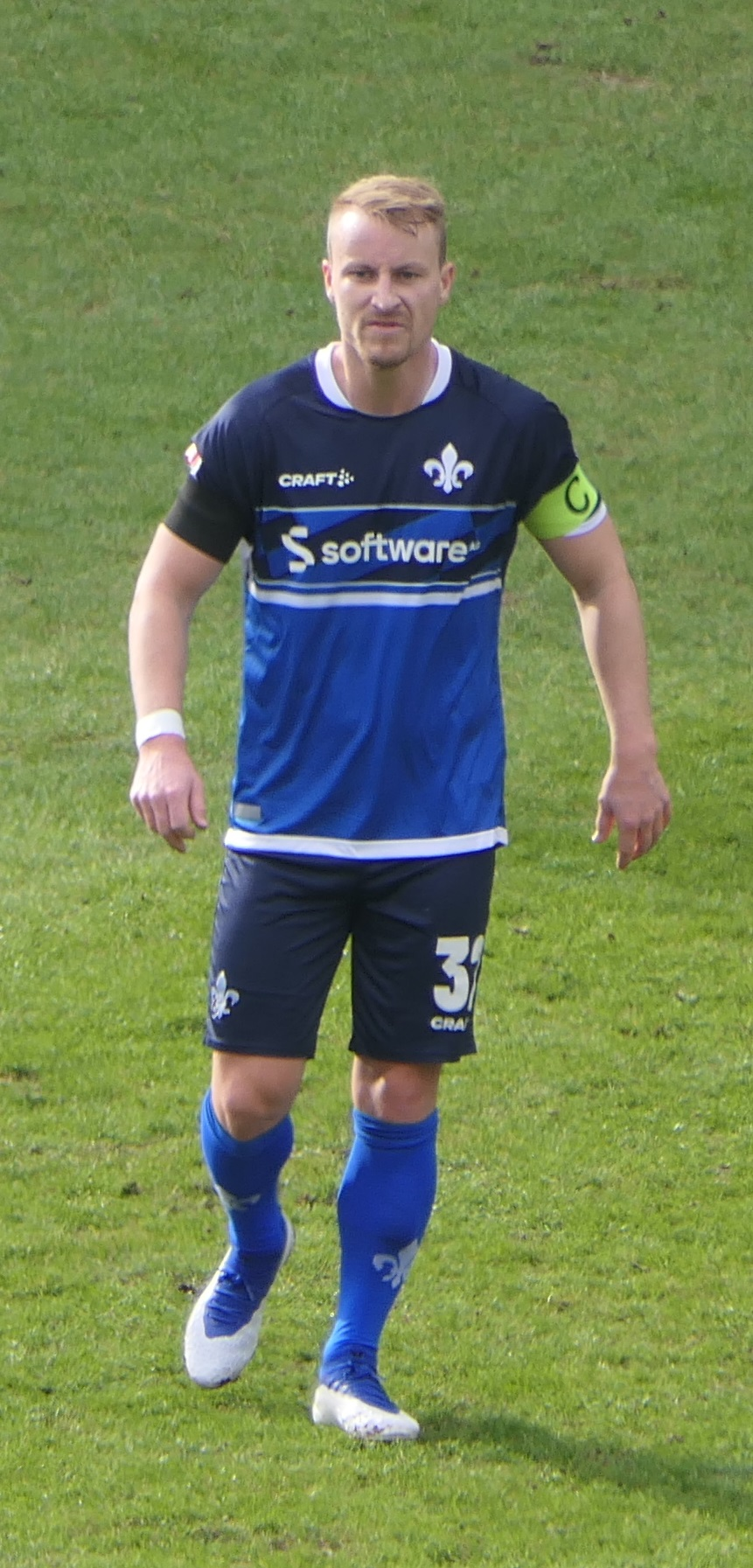
Fabian Holland (* 1990)

- Holland, Frank (1904–1969), US-amerikanischer Eishockeyspieler
- Holland, Friedrich Wilhelm (1804–1879), deutscher Orgelbauer
- Holland, Friedrich-Wilhelm (1903–1979), deutscher Richter
- Holland, Fritz (1874–1959), norwegischer Architekt und Museumsmann
- Holland, Georg Jonathan von (1742–1784), deutscher Mathematiker und Philosoph
- Holland, Gerhard (1928–2011), deutscher Mathematikdidaktiker
- Holland, Gladys (1923–2017), US-amerikanische Schauspielerin und Synchronsprecherin
- Holland, Günter (1923–2006), deutscher Journalist und Verleger
- Holland, Heinrich (* 1955), deutscher Betriebswirtschaftler und Hochschullehrer
- Holland, Heinrich Adolf (1828–1900), deutscher Architekt
- Holland, Heinrich Dieter (1927–2012), deutschamerikanischer Geochemiker
- Holland, Henry (1745–1806), britischer Architekt
- Holland, Henry (* 1983), britischer Modedesigner
- Holland, Henry Edmund (1868–1933), neuseeländischer Politiker der New Zealand Labour Party und ihr zweiter Vorsitzender
- Holland, Henry F. (1912–1962), US-amerikanischer Diplomat und Rechtsanwalt
- Holland, Henry Scott (1847–1918), englischer Geistlicher, anglikanischer Theologe, Regius Professor of Divinity an der Universität von OxfordHenry Scott Holland (1847–1918)

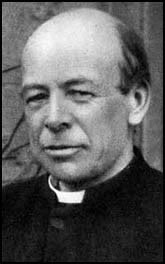
Henry Scott Holland (1847–1918)

- Holland, Henry, 1. Baronet (1788–1873), britischer Arzt und Reisender
- Holland, Henry, 1. Viscount Knutsford (1825–1914), britischer Politiker, Unterhausabgeordneter, Oberhausmitglied und Minister
- Holland, Henry, 2. Duke of Exeter (1430–1475), englischer Adeliger
- Holland, Hyacinth (1827–1918), deutscher Kunst- und Literaturhistoriker
- Holland, Ingo (1958–2022), deutscher Koch und Gastronom
- Holland, Isabella (* 1992), australische Tennisspielerin
- Holland, Jack (1947–2004), irischer Autor und Journalist
- Holland, James (1754–1823), US-amerikanischer Politiker
- Holland, James (1799–1870), britischer Maler und Illustrator, dessen Schwerpunkte Gemälde von Blumen, Landschaften, Gebäuden und Marine und Buchillustrationen waren
- Holland, James (* 1989), australischer Fußballspieler
- Holland, James F. (1925–2018), US-amerikanischer Mediziner
- Holland, Jason (* 1976), deutsch-kanadischer Eishockeyspieler
- Holland, Jeffrey R. (* 1940), US-amerikanischer Universitätspräsident, Apostel der Kirche Jesu Christi der Heiligen der Letzten Tage
- Holland, Jennifer, US-amerikanische Journalistin und Sachbuchautorin
- Holland, Jennifer (* 1987), US-amerikanische FilmschauspielerinJennifer Holland (* 1987)

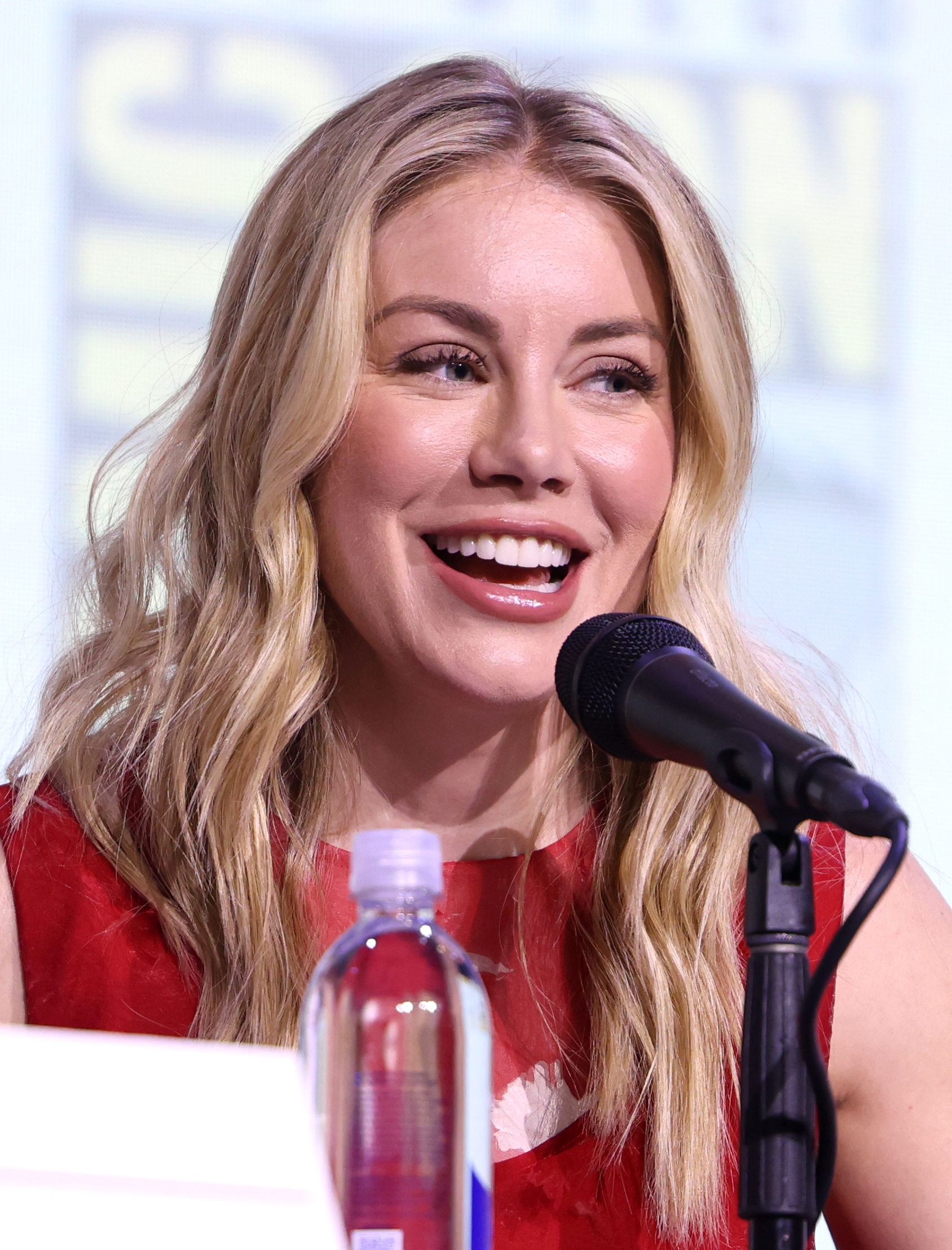
Jennifer Holland (* 1987)

- Holland, Jevon (* 2000), kanadisch-amerikanischer Footballspieler
- Holland, Jim (1924–2002), US-amerikanischer Weitspringer
- Holland, Jim (* 1967), US-amerikanischer Skispringer
- Holland, Jimmie C. (1928–2017), US-amerikanische Psychiaterin und Hochschullehrerin
- Holland, Joe (* 1964), US-amerikanischer nordischer Kombinierer
- Holland, Johann, bayerischer Herold
- Holland, Johann Caspar (1747–1834), deutscher Orgelbauer
- Holland, Johann Michael (1778–1842), deutscher Orgelbauer
- Holland, John (1926–1990), neuseeländischer Hürdenläufer
- Holland, John (* 1953), maltesischer Fußballspieler
- Holland, John H. (1929–2015), US-amerikanischer Informatiker, Mitbegründer des Genetischen Algorithmus
- Holland, John L. (1919–2008), US-amerikanischer Psychologe
- Holland, John Philip (1841–1914), irisch-US-amerikanischer U-Boot-Konstrukteur
- Holland, John, 1. Duke of Exeter († 1400), englischer Magnat und Militär
- Holland, John, 1. Duke of Exeter (1395–1447), englischer Adliger
- Holland, Jolie (* 1975), US-amerikanische Musikerin
- Holland, Jonathan (* 1978), maltesischer Fußballspieler
- Holland, Jools (* 1958), britischer Pianist, Bandleader und FernsehmoderatorJools Holland (* 1958)

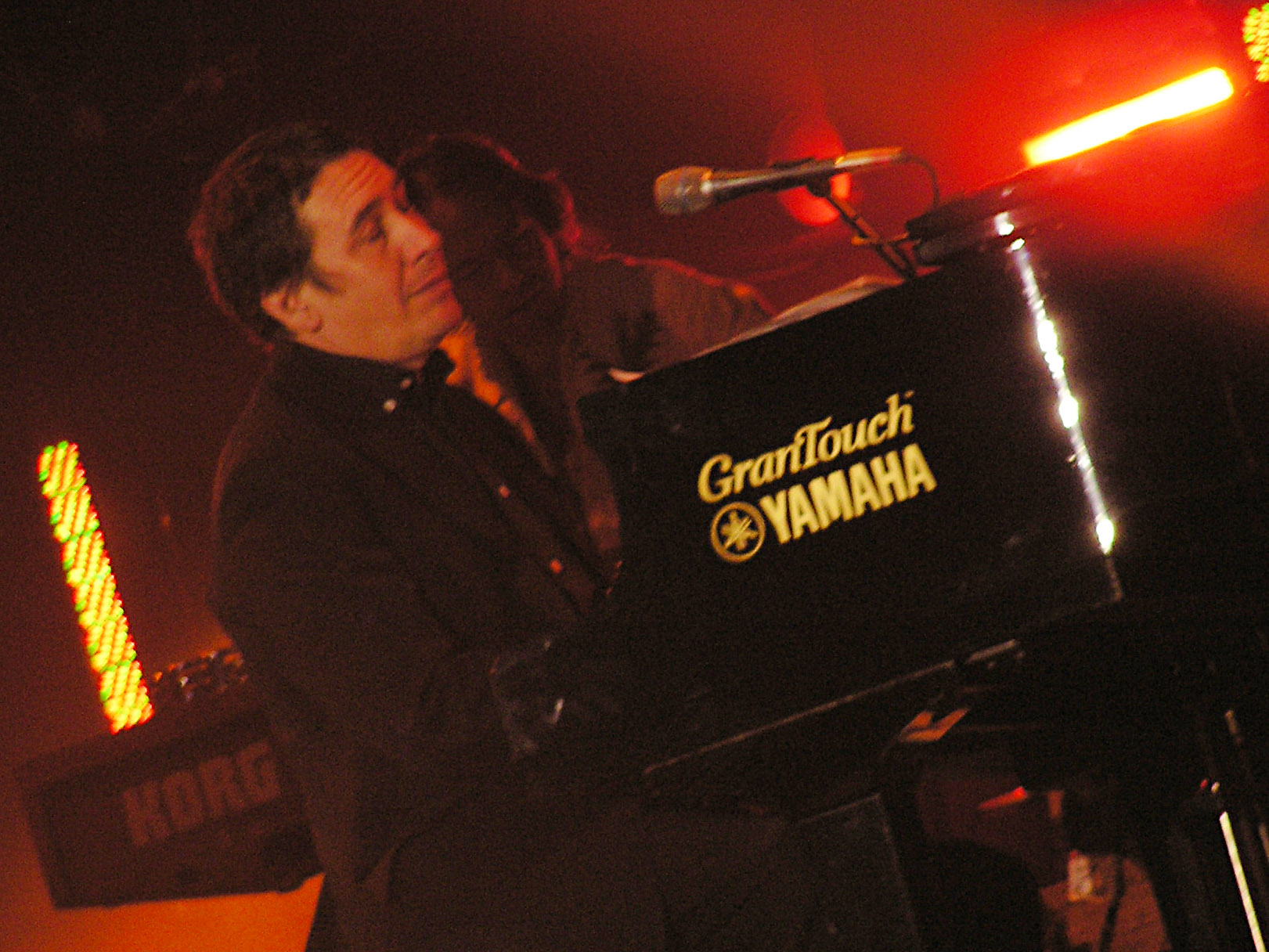
Jools Holland (* 1958)

- Holland, Josiah Gilbert (1819–1881), amerikanischer Schriftsteller
- Holland, Justin (1819–1887), US-amerikanischer Gitarrist, Komponist und Musikpädagoge
- Holland, Karl Adolf von (1825–1907), deutscher Politiker
- Holland, Ken (* 1955), kanadischer Eishockeytorwart und -funktionär
- Holland, Kenneth Lamar (1934–2021), US-amerikanischer Politiker
- Holland, Lancelot (1887–1941), britischer Admiral
- Holland, Lawrence, US-amerikanischer Spieleentwickler
- Holland, Lutz (1934–2012), deutscher Bildhauer und Metallbildner
- Holland, Martin (* 1934), deutscher evangelischer Theologe und Pfarrer
- Holland, Matt (* 1974), irischer Fußballspieler
- Holland, Matt (* 1989), britischer Wasserballspieler
- Holland, Matthew (* 1988), walisisch-nordirischer Fußballtrainer
- Holland, Merlin (* 1945), britischer JournalistMerlin Holland (* 1945)

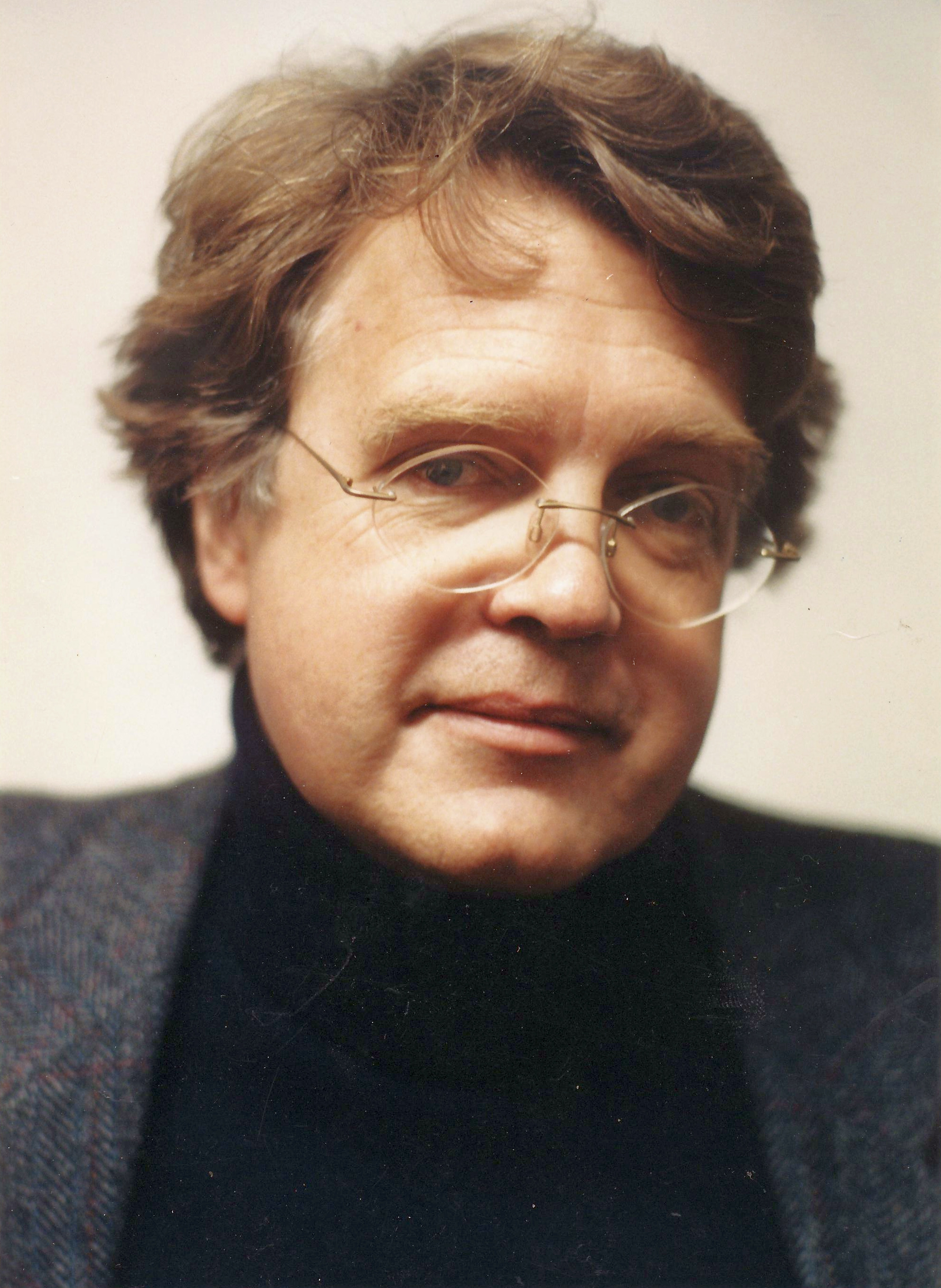
Merlin Holland (* 1945)

- Holland, Mike (* 1961), US-amerikanischer Skispringer
- Holland, Nancy (* 1942), kanadische Skirennläuferin
- Holland, Nate (* 1978), US-amerikanischer Snowboarder
- Holland, Nicky, britische Pianistin, Komponistin und Sängerin
- Holland, Otho († 1359), englischer Adliger
- Holland, Patrick († 1986), maltesischer Politiker
- Holland, Peanuts (1910–1979), amerikanischer Jazztrompeter und Sänger des Swing
- Holland, Peter (* 1963), britischer Zoologe
- Holland, Peter (* 1991), kanadischer Eishockeyspieler
- Holland, Renate (* 1952), deutsche Bodybuilderin
- Holland, Richard, schottischer Dichter
- Holland, Richard (* 1860), deutscher Altphilologe und Gymnasiallehrer
- Holland, Ridge (* 1988), englischer Wrestler und ehemaliger Rugbyspieler
- Holland, Robb (* 1967), US-amerikanischer Autorennfahrer
- Holland, Robert (1916–1966), deutscher Politiker (SED)
- Holland, Ron (* 1947), neuseeländischer Designer von Yachten
- Holland, Ron (* 2005), US-amerikanischer Basketballspieler
- Holland, Rosmarie (* 1935), deutsche Theologin, Gründerin von Frauenverbänden und Autorin
- Holland, Rudolf (1895–1955), Mitglied des Provinziallandtages der Provinz Hessen-Nassau
- Holland, Sabeth (* 1959), Schweizer Künstlerin
- Holland, Sean (* 1968), US-amerikanischer Schauspieler
- Holland, Sekai (* 1942), simbabwische Politikerin und Ministerin
- Holland, Sidney (1893–1961), Premierminister von Neuseeland
- Holland, Spessard (1892–1971), US-amerikanischer Politiker, Gouverneur von Florida
- Holland, Stephen (* 1958), australischer Schwimmer
- Holland, Steve (1925–1997), amerikanischer Schauspieler und Modell
- Holland, Terry, US-amerikanischer Skeletonpilot
- Holland, Theodore (1878–1947), englischer Komponist und Musikpädagoge
- Holland, Thomas (1908–1999), britischer Geistlicher, Bischof von Salford
- Holland, Thomas Henry (1868–1947), britischer Geologe und Hochschullehrer
- Holland, Thomas, 1. Earl of Kent (1314–1360), englischer Adliger und Militärkommandeur des Hundertjährigen Kriegs
- Holland, Thomas, 2. Earl of Kent (1350–1397), englischer Adliger und Militärkommandeur des Hundertjährigen Kriegs
- Holland, Thorin (* 2005), deutscher Schauspieler
- Holland, Tim (* 1987), deutscher Autor und Literaturvermittler
- Holland, Todd (* 1961), US-amerikanischer Filmregisseur
- Holland, Tom (* 1943), US-amerikanischer Regisseur, Filmproduzent und Drehbuchautor
- Holland, Tom (* 1968), britischer Schriftsteller
- Holland, Tom (* 1996), britischer Tänzer und SchauspielerTom Holland (* 1996)

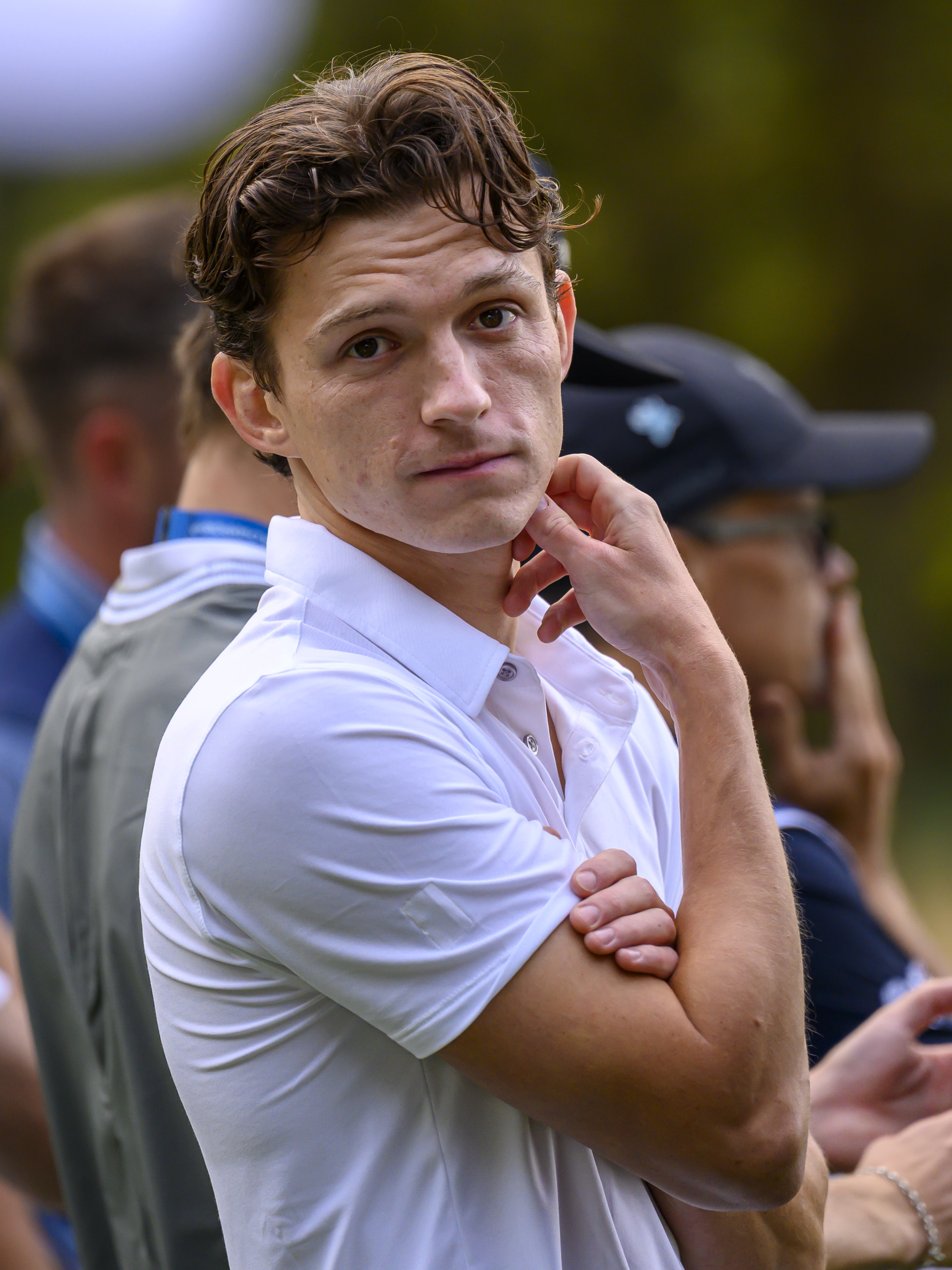
Tom Holland (* 1996)

- Holland, Ullrich (1950–2001), deutscher Bildhauer
- Holland, Vicky (* 1986), britische Triathletin
- Holland, Vyvyan (1886–1967), englischer Schriftsteller und Übersetzer
- Holland, W. S. (1935–2020), US-amerikanischer Schlagzeuger
- Holland, Walter Werner (1929–2018), britischer Epidemiologe
- Holland, Wau (1951–2001), deutscher Journalist und Computer-Aktivist
- Holland, Wilhelm Ludwig (1822–1891), Germanist und Romanist
- Holland, Will, britischer Musiker, DJ und Produzent
- Holland, Willa (* 1991), US-amerikanische Schauspielerin und Model
- Holland, William (1874–1930), US-amerikanischer Sprinter
- Holland, William (1907–2008), neuseeländisch-amerikanischer Ökonom und Asienforscher
- Holland, William Jacob (1848–1932), US-amerikanischer Geistlicher und Naturwissenschaftler
- Holland, Witho (1926–2017), deutscher Jurist, Parteifunktionär der LDPD, Volkskammerabgeordneter
- Holland-Cunz, Barbara (* 1957), deutsche Politikwissenschaftlerin
- Holland-Letz, Matthias (* 1961), deutscher Volkswirt, Journalist und Autor
- Holland-Merten, Esther (* 1977), deutsche Theaterleiterin
- Holland-Moritz, Detlev (* 1954), deutscher Schriftsteller
- Holland-Moritz, Renate (1935–2017), deutsche satirische Schriftstellerin, Journalistin und Filmkritikerin
- Hollande, François (* 1954), französischer Politiker, Mitglied der Nationalversammlung, MdEPFrançois Hollande (* 1954)

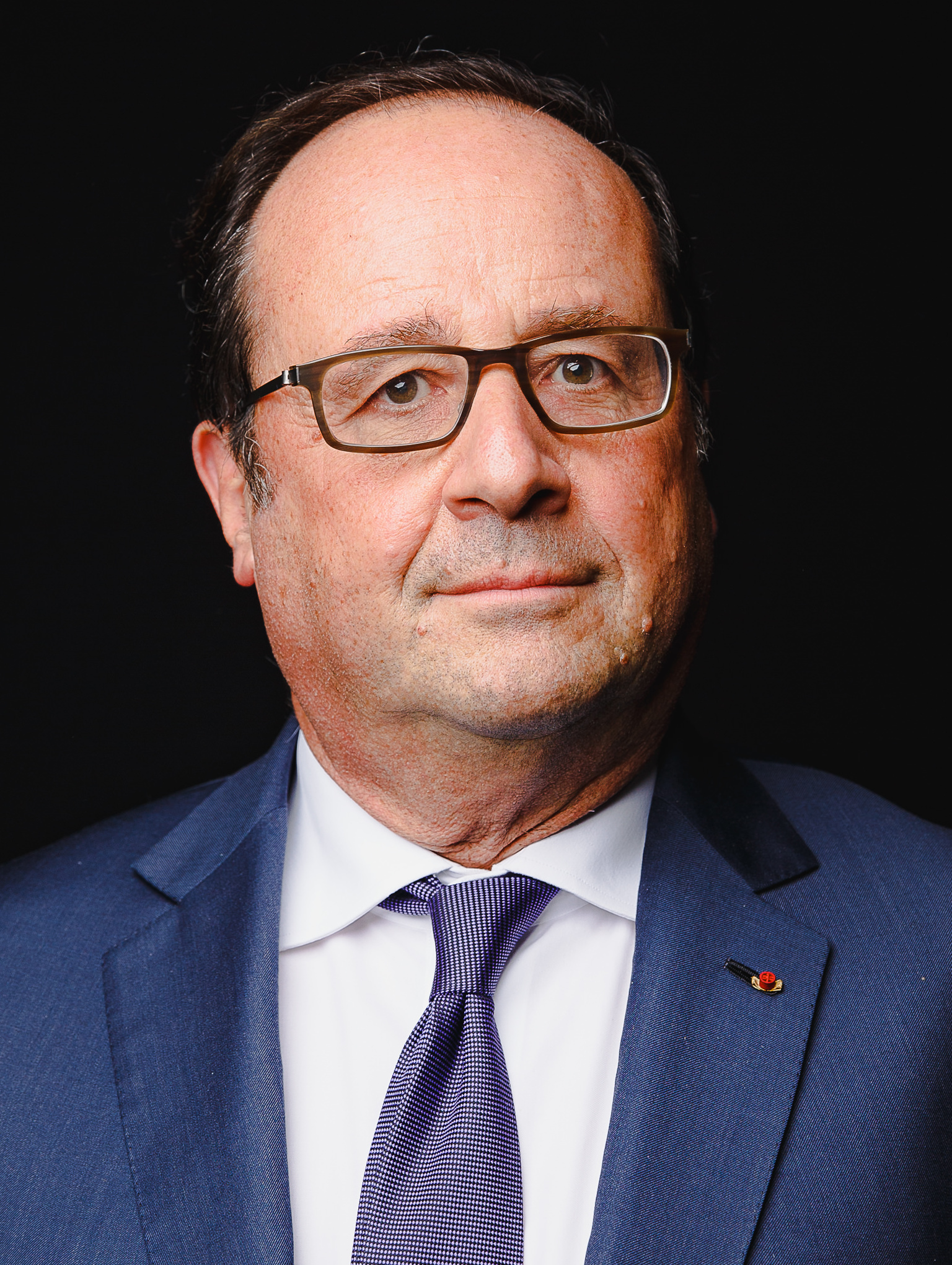
François Hollande (* 1954)

- Hollander, Albert Woldemar (1796–1868), deutsch-baltischer Pädagoge
- Hollander, Audrey (* 1979), US-amerikanische PornodarstellerinAudrey Hollander (* 1979)

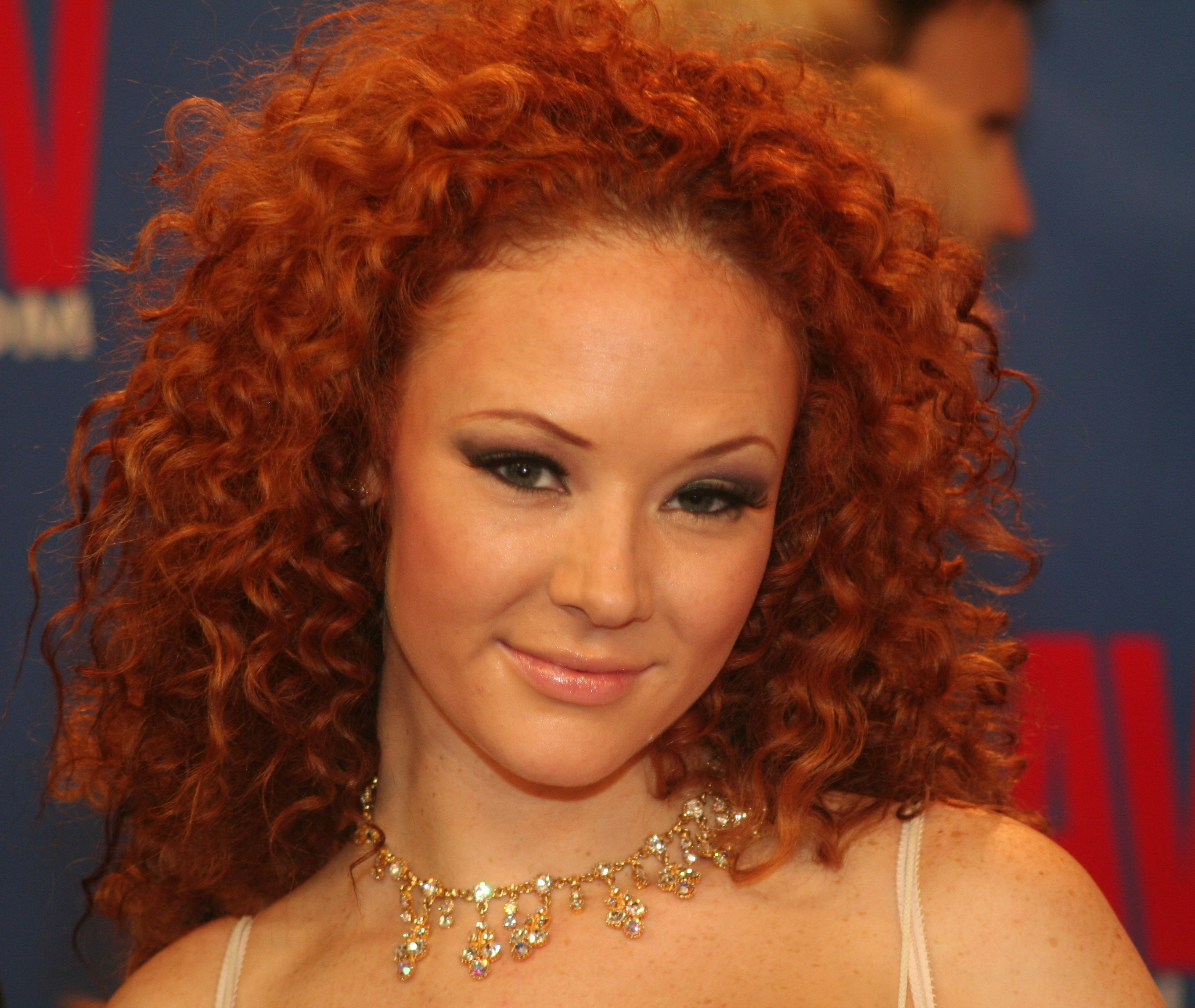
Audrey Hollander (* 1979)

- Hollander, Bernhard von (1856–1937), baltischer Historiker
- Hollander, Christian († 1569), franko-flämischer Komponist, Sänger und Kapellmeister der Renaissance
- Hollander, David (* 1968), US-amerikanischer Drehbuchautor, Fernsehregisseur und Produzent
- Hollander, Frank den (* 1956), niederländischer Mathematiker
- Hollander, Fritz (1915–2004), deutsch-schwedischer Industrieller und Verbandsfunktionär
- Hollander, Han (1886–1943), niederländischer Sportreporter
- Holländer, Hans (1932–2017), deutscher Kunsthistoriker
- Hollander, Hendrik (1823–1884), niederländischer Genre- und Historienmaler sowie Lithograf
- Hollander, Jakob (1844–1880), deutscher orthodoxer Oberrabbiner
- Hollander, Jesaja (1806–1872), deutscher Rabbiner
- Hollander, John (1929–2013), US-amerikanischer Lyriker
- Hollander, Jürgen von (1923–1985), deutscher Schriftsteller und Journalist
- Holländer, Klaus (* 1941), deutscher Brigadegeneral des Heeres der Bundeswehr
- Hollander, Lewis E. Jr. (* 1930), US-amerikanischer Physiker, Triathlet und Distanzreiter
- Holländer, Lisa (1890–1986), deutsche Gerechte unter den Völkern
- Hollander, Lorin (* 1944), US-amerikanischer Pianist
- Holländer, Ludwig (1877–1936), deutscher Jurist
- Holländer, Matthias (* 1954), deutscher Maler, Vertreter des Fotorealismus
- Holländer, Max (1876–1941), Hofapotheker und Besitzer der Schlossmühle (Heidesheim)
- Holländer, Meike (* 1965), deutsche Ruderin
- Hollander, Rick (* 1956), US-amerikanischer Jazzmusiker
- Hollander, Robert (1933–2021), amerikanischer Philologe, Literaturwissenschaftler, Komparatist und Übersetzer
- Holländer, Robert (* 1953), deutscher Wasserbauingenieur
- Hollander, Rolf (* 1951), deutscher Kaufmann und Vorstandsvorsitzender
- Holländer, Tobias (1636–1711), Schweizer Vogtherr, Ratsherr, Säckelmeister, Gesandter und Bürgermeister der Stadt Schaffhausen
- Hollander, Tom (* 1967), britischer Schauspieler und SynchronsprecherTom Hollander (* 1967)

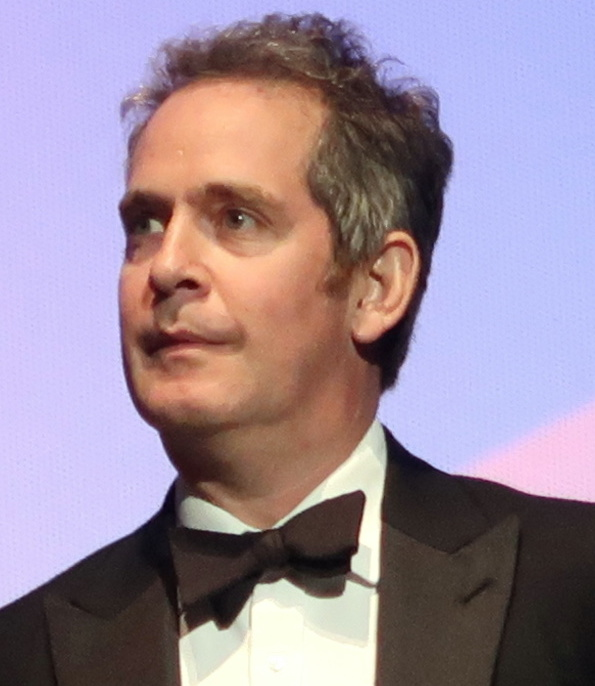
Tom Hollander (* 1967)

- Hollander, Walther von (1892–1973), deutscher Schriftsteller
- Holländer, Werner (1914–1944), ungarischer Ingenieur, Opfer des NS-Regimes
- Hollander, Xaviera (* 1943), niederländische Prostituierte, Schauspielerin und Schriftstellerin
- Hollander-Lossow, Else von (* 1884), deutsche Übersetzerin und Erzählerin
- Hollanders, Dries (* 1986), belgischer Straßenradrennfahrer
- Hollandmoritz, Wilhelm (1891–1943), deutscher Widerstandskämpfer gegen den Nationalsozialismus
- Hollandt, Anna (* 1996), deutsche Skispringerin
- Hollandt, August (1800–1882), deutscher Jurist und Politiker
- Hollandus, Johann Isaac, flämischer Alchemist
- Hollant, Ludeke († 1510), Braunschweiger Ratsherr und Bürgermeister
- Hollar, Wenzel (1607–1677), böhmisch-englischer Zeichner und KupferstecherWenzel Hollar (1607–1677)

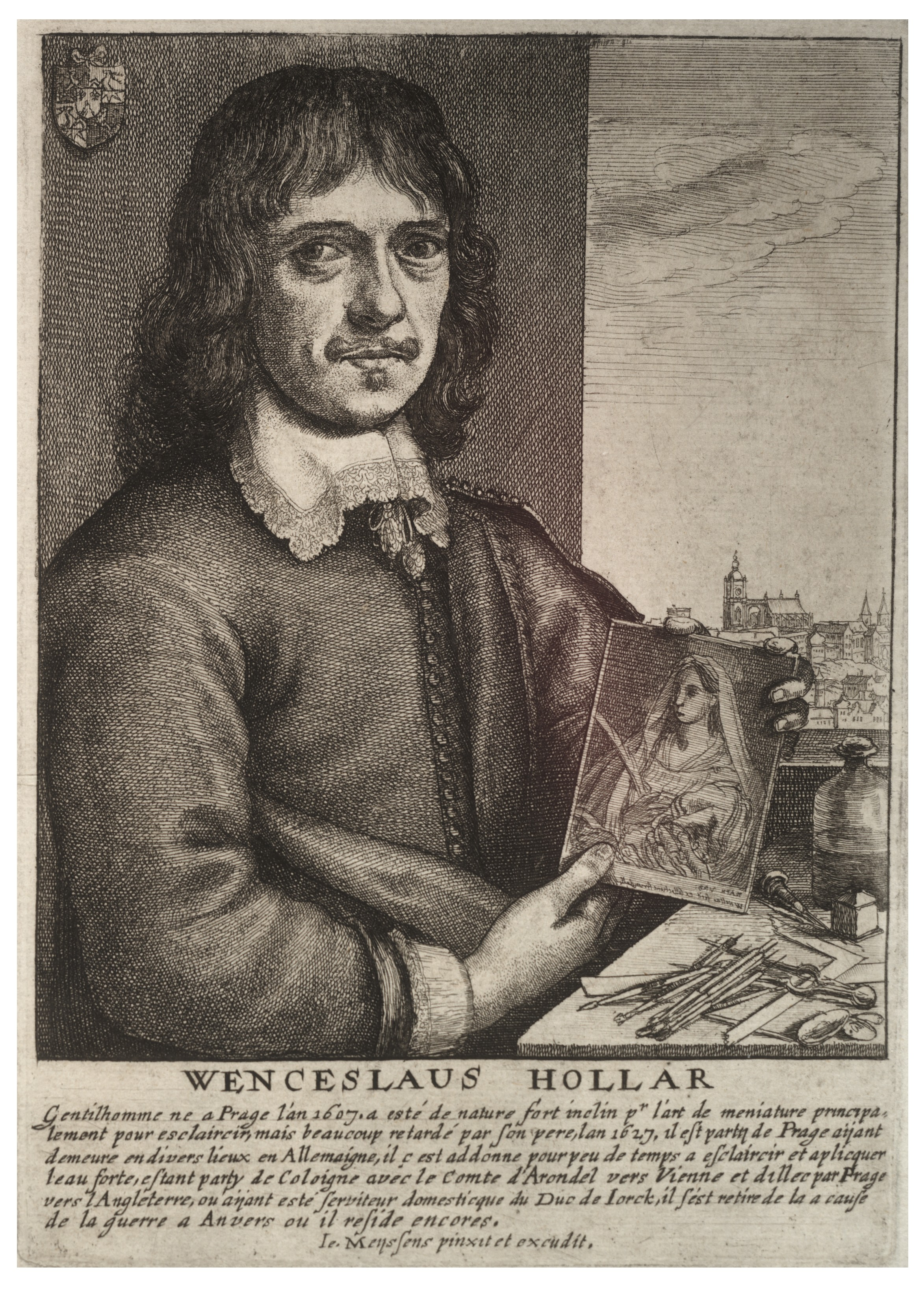
Wenzel Hollar (1607–1677)

- Hollard, Michel (1898–1993), französischer Ingenieur, Offizier und Widerstandskämpfer
- Hollard, Samuel Jacques (1759–1832), Schweizer Politiker
- Hollas, Boris (* 1970), deutscher Informatiker
- Hollas, Heleene (* 1997), estnische Volleyball- und Beachvolleyballspielerin
- Hollasch, Rainer (* 1951), deutscher Fußballspieler
- Hollatz, Dorothea (1900–1987), deutsche Schriftstellerin
- Hollatz, Horst (* 1941), deutscher Mathematiker und Hochschullehrer
- Hollatz, Jacob (* 1998), deutscher Basketballspieler
- Hollatz, Justus (* 2001), deutscher BasketballspielerJustus Hollatz (* 2001)

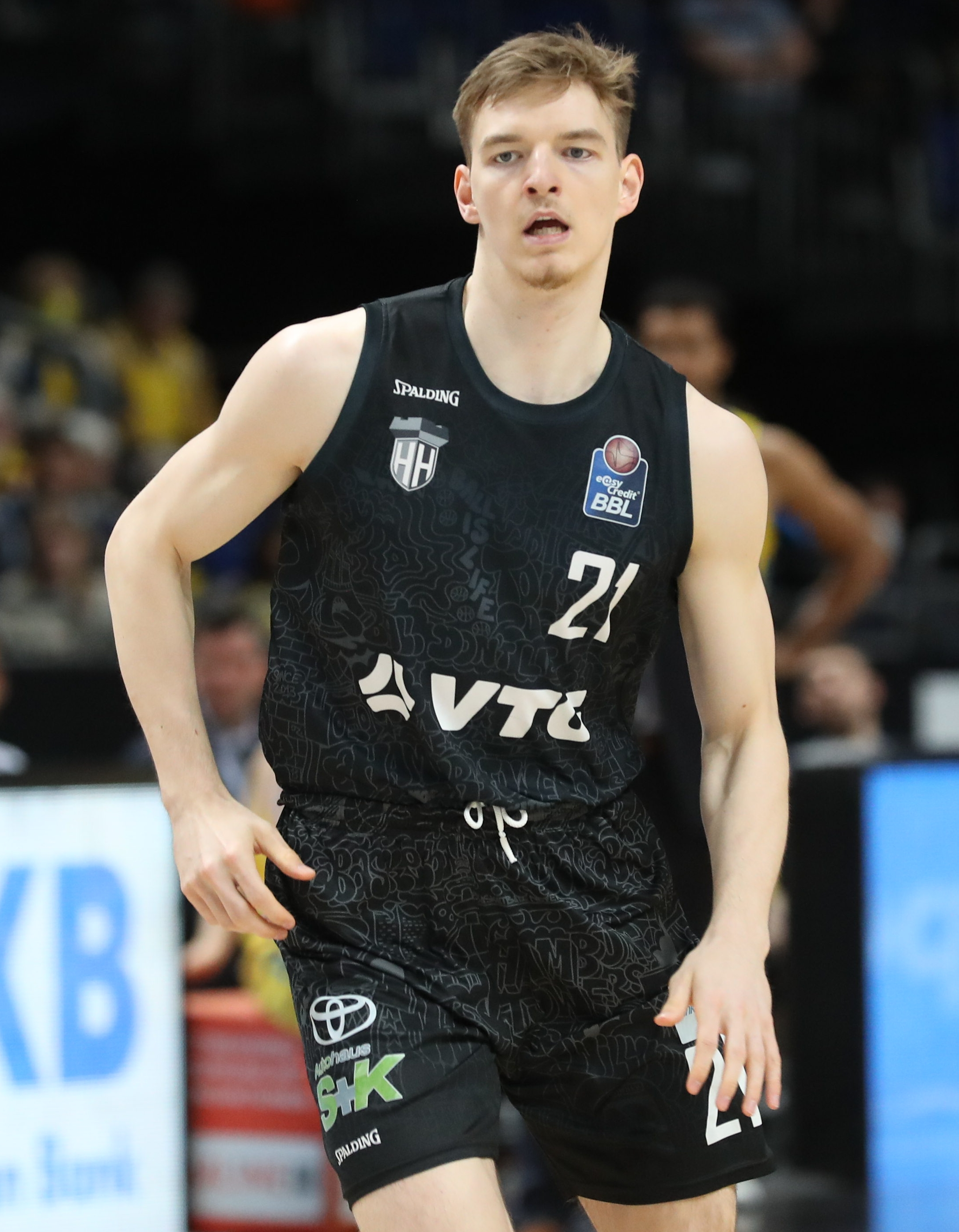
Justus Hollatz (* 2001)

- Hollaus, Friedrich (1929–1994), österreichischer Fußballspieler
- Hollaus, Lukas (* 1986), österreichischer Triathlet
- Hollaus, Melanie (* 1980), österreichische Videokünstlerin und Filmemacherin
- Hollaus, Rupert (1931–1954), österreichischer Motorradrennfahrer
- Hollay, Camilla von (1899–1967), ungarische Schauspielerin
- Hollay, Edeltraud (* 1946), deutsche Politikerin (SPD), MdL
- Hollaz, Albert Friedrich Heinrich David (1811–1849), deutscher lutherischer Theologe
- Hollaz, David (1648–1713), deutscher protestantischer Theologe (Lutherischer Dogmatiker)
- Hollaz, David (1704–1771), deutscher evangelisch-lutherischer Pastor und Erbauungsschriftsteller

### Hollb
- Hollbach, Wilhelm (1893–1962), deutscher Politiker und Journalist
- Höllbacher, Richard (* 1971), österreichischer Grasskiläufer
- Höllbacher, Thomas (* 1976), österreichischer Judoka
- Höllbacher, Verena (* 1987), österreichische Skirennläuferin
- Hollberg, Cecilie (* 1967), deutsche Historikerin und Museumsleiterin
- Hollburg, Ludwig (* 1954), deutscher Schauspieler

### Holld
- Holldack, Felix (1880–1944), Rechtswissenschaftler und Hochschullehrer
- Holldack, Hans (1879–1950), deutscher Landtechniker
- Holldack, Heinz (1905–1971), deutscher Journalist und Diplomat
- Holldack, Jan (* 1996), deutscher Fußballspieler
- Holldack, Otto (1861–1940), deutscher Opernsänger (Tenor)
- Hölldampf, Maximilian Michael (1835–1897), württembergischer Oberamtmann
- Hölldobler, Bert (* 1936), deutscher Verhaltensforscher, Soziobiologe, Evolutionsökologe
- Hölldobler-Heumüller, Margaretha (* 1960), deutsche Politikerin (Bündnis 90/Die Grünen), Mitglied des Hessischen Landtags

### Holle
- Holle, Alexander (1898–1978), deutscher Generalleutnant im Zweiten WeltkriegAlexander Holle (1898–1978)

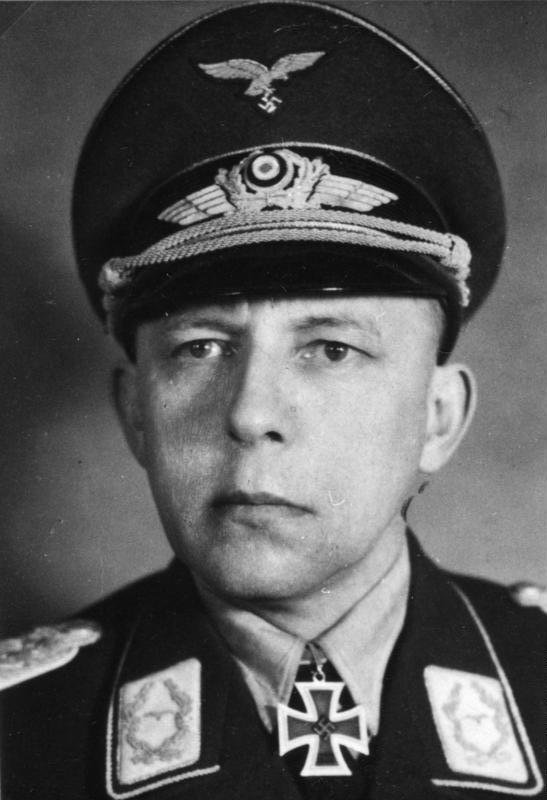
Alexander Holle (1898–1978)

- Holle, Asche von (1529–1594), frühneuzeitlicher deutscher Unternehmer
- Holle, Carl Ludewig von (1783–1815), deutscher Offizier
- Hölle, Erich (1925–1993), deutscher Maler, Werbegrafiker, Illustrator und Kinderbuchautor
- Holle, Fritz (1914–1998), deutscher Chirurg und Hochschullehrer in Würzburg und München
- Holle, Georg von († 1576), deutscher Landsknechtsführer
- Holle, Georg von (1825–1893), deutscher Botaniker, Entomologe, Privatdozent, Privatgelehrter, Gutsbesitzer und Stifter
- Holle, Gérard Du Ry van Beest (1907–1986), niederländischer Verleger
- Holle, Gottfried (1912–1991), deutscher Pathologe und Hochschullehrer an der Universität Leipzig
- Holle, Hans (* 1934), deutscher Künstler
- Holle, Hugo (1890–1942), deutscher Komponist, Chorleiter, Hochschullehrer und Musikwissenschaftler
- Holle, Johann Wilhelm (1802–1862), deutscher Lehrer
- Hölle, Karl Joseph (1871–1946), deutscher Kunstverglaser
- Holle, Levin (* 1967), deutscher ManagerLevin Holle (* 1967)

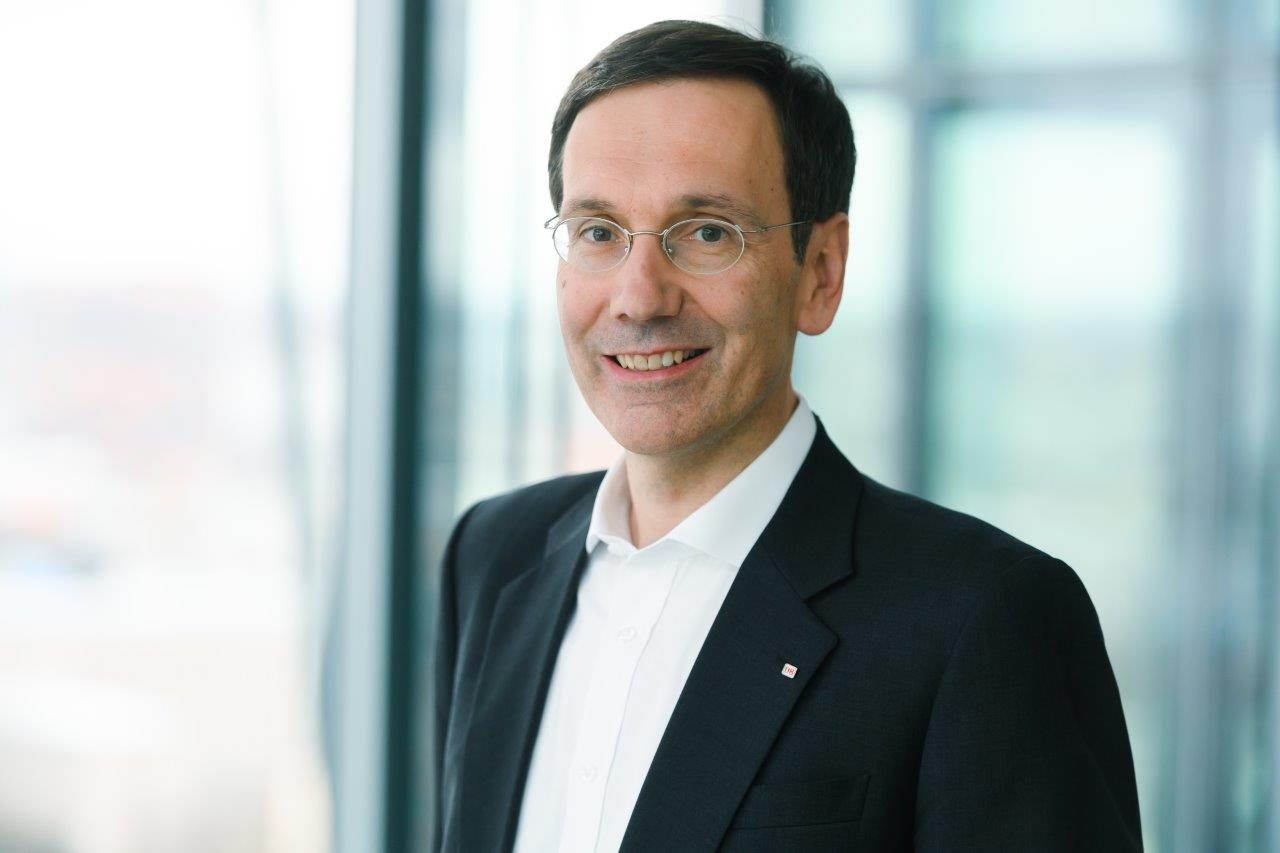
Levin Holle (* 1967)

- Holle, Ludwig (1855–1909), deutscher Jurist, preußischer Verwaltungsbeamter und Kultusminister
- Holle, Ludwig (1888–1972), deutscher Jurist und Bergbaumanager
- Holle, Luise (1864–1936), deutsche Kochbuchautorin
- Hölle, Margret (1927–2023), deutsche Lyrikerin und Erzählerin
- Hölle, Matthias (* 1951), deutscher Opernsänger (Bass)
- Holle, Niels (* 1975), deutscher Drehbuchautor
- Holle, Rolf (1914–2004), deutscher Polizist, Mitgründer des Bundeskriminalamtes
- Holle, Werner (1900–1997), deutscher Kommunalpolitiker (NSDAP)
- Holle, Wilhelm (1821–1909), deutscher Jurist und Ehrenbürger der Stadt Dortmund
- Holle, Wilhelm (1866–1945), deutscher Verwaltungsjurist und Kommunalpolitiker, Oberbürgermeister von Essen
- Holle-Lee, Dagny (* 1979), deutsche Neurologin, Kopfschmerzexpertin und Buchautorin
- Holle-Riemenschneider, Elke (* 1938), deutsche Balletttänzerin und Lehrerin
- Holleaux, Maurice (1861–1932), französischer Gräzist, Althistoriker und Klassischer Archäologe
- Hollebeek, Ewald (1719–1796), niederländischer reformierter Theologe
- Holleben genannt von Normann, Anton von (1854–1926), sächsischer Generalleutnant
- Holleben genannt von Normann, Bernhard von (1824–1897), sächsischer General der Infanterie
- Holleben, Albert von (1825–1902), Geheimer Staatsrat, Kammerherr und Vorstand der Finanzabteilung des Fürstlich Schwarzburgischen Ministeriums
- Holleben, Albert von (1835–1906), preußischer General der Infanterie und Militärschriftsteller
- Holleben, Ehrenfried von (1909–1988), deutscher Adeliger, Präsident des Deutschen Adelsrechtsausschusses
- Holleben, Ernst von (1789–1863), preußischer Generalleutnant
- Holleben, Ernst von (1815–1908), preußischer Jurist und Kanzler im Königreich Preußen
- Holleben, Franz von (1863–1938), deutscher Admiral
- Holleben, Heinrich von (1784–1864), preußischer General der Infanterie und Militärschriftsteller
- Holleben, Heinz von (1901–1997), deutscher Oberst der Luftwaffe
- Holleben, Hermann von (1804–1878), preußischer General der Infanterie
- Holleben, Jan von (* 1977), deutscher Fotograf
- Holleben, Kurt von (1862–1941), sächsischer Generalmajor
- Holleben, Ludwig Heinrich von (1832–1894), deutsch-brasilianischer Ingenieur
- Holleben, Theodor von (1838–1913), deutscher Diplomat
- Holleben, Viktor von (1737–1808), preußischer Generalmajor
- Holleben, Wilhelm von (1840–1912), preußischer Generalleutnant, Autor
- Holleck, Ludwig (1904–1976), österreichischer Chemiker
- Holleeder, Willem (* 1958), niederländischer Krimineller
- Hollegger, Manfred, österreichischer Historiker
- Hollegha, Wolfgang (1929–2023), österreichischer Maler
- Höllein, Emil (1880–1929), deutscher Politiker (SPD, USPD, KPD), MdR
- Hollein, Hans (1934–2014), österreichischer Architekt und DesignerHans Hollein (1934–2014)

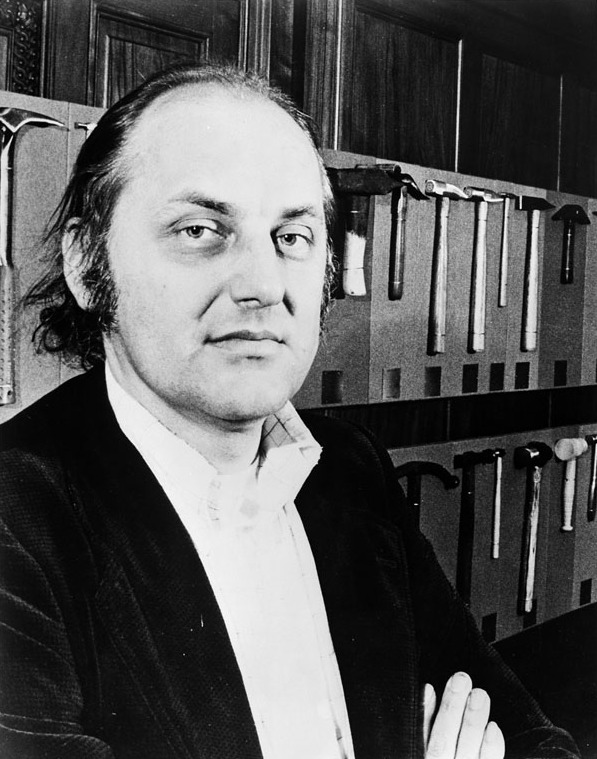
Hans Hollein (1934–2014)

- Hollein, Lilli (* 1972), österreichische Kuratorin, Kulturmanagerin und Designerin
- Hollein, Max (* 1969), österreichischer KuratorMax Hollein (* 1969)

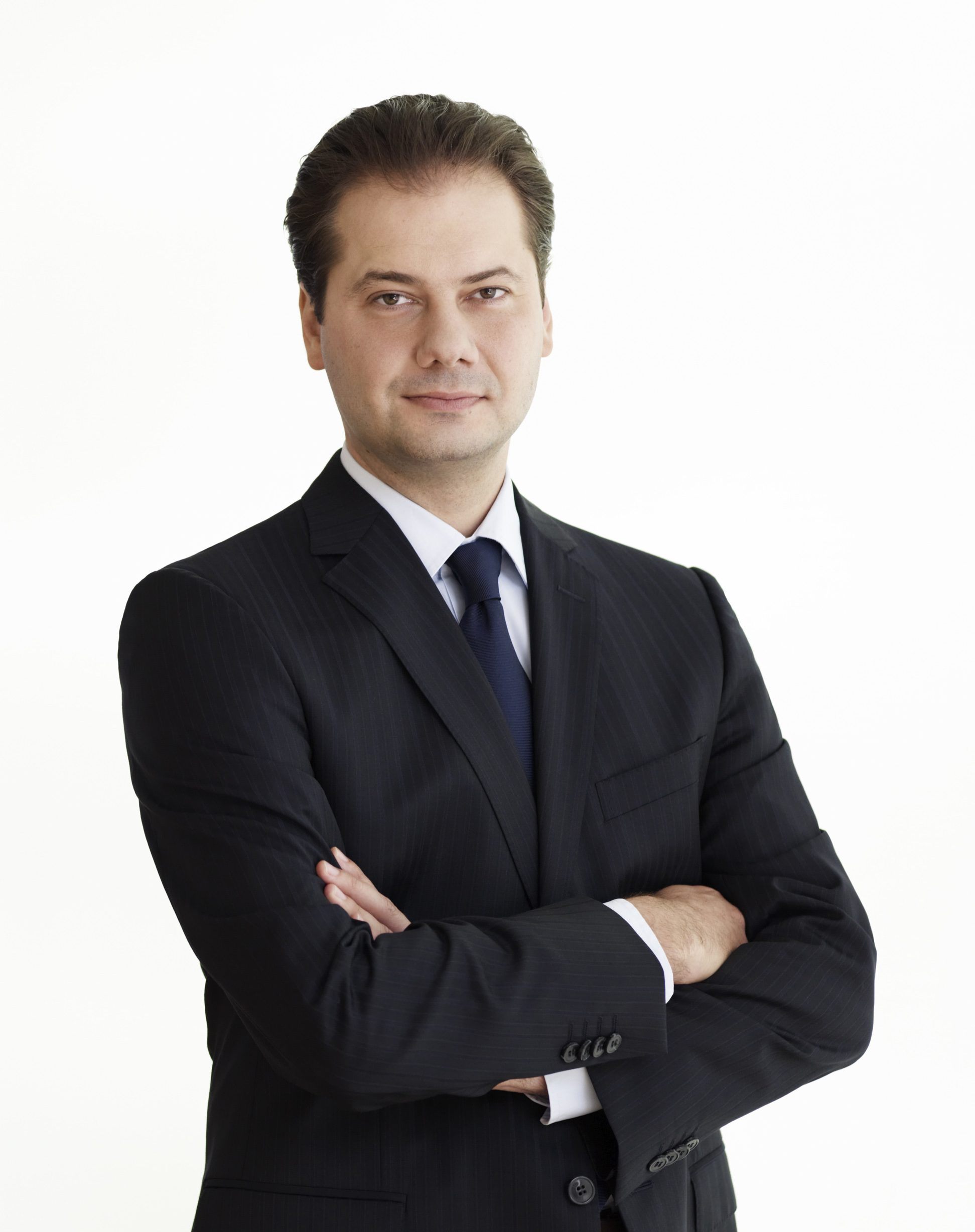
Max Hollein (* 1969)

- Hollein, Nina (* 1971), österreichische Autorin, Architektin und Modedesignerin
- Holleis, Erna (1970–2006), österreichische Autorin
- Holleis, Ludwig (1897–1944), Opfer des NS-Regimes
- Holleman, Arnold F. (1859–1953), niederländischer Chemiker und Professor für Chemie
- Holleman, Joel (1799–1844), US-amerikanischer Politiker
- Holleman, Mitch (* 1994), US-amerikanischer Schauspieler und Synchronsprecher
- Hollemann, Bernhard (1935–2020), österreichischer Künstler
- Hollemann, Bodo (* 1940), deutscher Sportfunktionär und Kommunalpolitiker in Hannover
- Hollemann, Johann († 1366), Bremer Pirat
- Hollen, Georg von (1845–1900), deutscher Marineoffizier, zuletzt Vizeadmiral
- Hollen, Gottschalk († 1481), deutscher Augustinerprediger
- Hollen, Gustav von (1851–1917), preußischer General der Kavallerie
- Hollen, Julius von (1804–1879), deutscher Jurist, Gutsbesitzer und Abgeordneter
- Hollen, Karl von (1839–1895), deutscher Verwaltungsbeamter und Rittergutsbesitzer
- Hollenbach, Albert (1850–1904), deutscher Orgelbauer
- Hollenbach, Manfred (* 1946), deutscher Politiker (CDU), MdL
- Hollenbeck, Fritz (1929–2021), deutscher Schauspieler
- Hollenbeck, Harold C. (* 1938), US-amerikanischer Jurist und Politiker
- Hollenbeck, John (* 1968), US-amerikanischer Jazzschlagzeuger und Komponist
- Hollenbeck, Pat (* 1955), US-amerikanischer (Jazz)-Schlagzeuger, Arrangeur und Komponist
- Hollenberg, Felix (1868–1945), deutscher Radierer und Maler
- Hollenberg, Georg Heinrich (1752–1831), deutscher Mathematiker, Kartograf und Architekt
- Hollenberg, Wilhelm (1820–1912), deutscher Lehrer, Theologe und Politiker
- Hollender, Elisabeth (* 1965), deutsche Judaistin und Hochschullehrerin
- Hollender, Frank (* 1959), deutscher Leichtathlet
- Hollender, Julian (1938–2010), deutscher Diplomat, Botschafter der DDR
- Hollender, Juliane (* 1964), deutsche Umweltchemikerin
- Hollender, Tadeusz (1910–1943), polnischer Schriftsteller
- Hollenders, Willi (1896–1947), deutscher Politiker
- Holleneck, Sigmar von († 1417), Bischof von Seckau
- Hollenegg, Sigmund II. von († 1495), Salzburger Erzbischof
- Hollenkamp, Olaf (* 1975), deutscher Basketballspieler
- Höllenreiner, Hermann (* 1933), deutscher Rom und Überlebender des Porajmos
- Höllenreiner, Hugo (1933–2015), deutscher Rom und Überlebender des PorajmosHugo Höllenreiner (1933–2015)

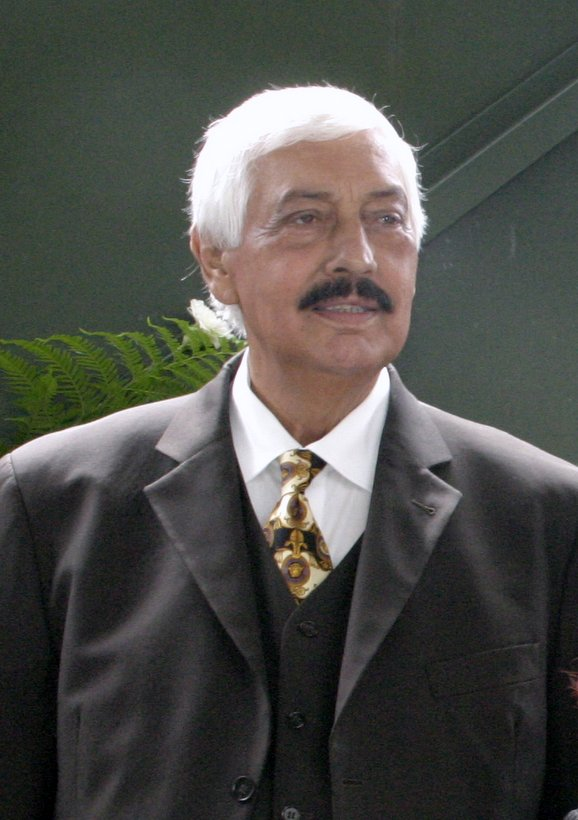
Hugo Höllenreiner (1933–2015)

- Höllenreiner, Karl (1914–1984), deutscher KZ-Häftling und Zwangsarbeiter
- Hollens, Peter (* 1980), US-amerikanischer Sänger und Komponist
- Hollenstein, Andrin (* 1997), Schweizer Unihockeyspieler
- Hollenstein, Denis (* 1989), Schweizer Eishockeyspieler
- Hollenstein, Ernst (1909–1998), österreichischer Fußballspieler, -trainer und -funktionär
- Hollenstein, Felix (* 1965), Schweizer Eishockeyspieler und -trainer
- Hollenstein, Hans (* 1929), Schweizer Radrennfahrer
- Hollenstein, Hans (* 1949), Schweizer Politiker (CVP)
- Hollenstein, Josef (1863–1949), österreichischer Politiker (CSP), Landtagsabgeordneter zum Vorarlberger Landtag
- Hollenstein, Konrad (* 1971), deutscher Schauspieler und Buchautor
- Hollenstein, Lorenz (* 1945), Schweizer Archivar und Historiker
- Hollenstein, Marianne (* 1964), Schweizer Künstlerin und Bühnenbildnerin
- Hollenstein, Michael (* 1984), Schweizer Nordischer Kombinierer
- Hollenstein, Oliver (* 1985), deutscher Journalist und Buchautor
- Hollenstein, Pascal (* 1971), Schweizer Journalist
- Hollenstein, Pia (* 1950), Schweizer Politikerin
- Hollenstein, Pius (1907–1974), österreichischer Turner
- Hollenstein, Reto (* 1985), Schweizer Radrennfahrer
- Hollenstein, Stephanie (1886–1944), österreichische Malerin
- Hollensteiner, Kai (* 1971), deutscher Hockeynationalspieler
- Hollensteiner, Karl Georg Leonhard (1810–1871), deutscher evangelischer Geistlicher, Lehrer und Buchautor
- Hollensteiner, Karl Michael Ludwig (1840–1917), deutscher evangelischer Geistlicher und Buchautor
- Hollenthoner, Stefan (1890–1981), österreichischer Landwirt, Bäckermeister und Politiker (CS), Landtagsabgeordneter
- Hollenweger, Paula (1900–1980), deutsche Mundartdichterin und Heimatforscherin
- Hollenweger, Walter J. (1927–2016), Schweizer evangelisch-reformierter Theologe und Autor
- Holler, Agnes (1881–1904), deutsche Missionsschwester und Märtyrin
- Höller, Alexander (1930–2019), österreichischer Schauspieler
- Höller, Alexander (* 1996), deutscher Künstler
- Holler, Alfred (1888–1954), deutscher Maler
- Höller, Alois (* 1989), österreichischer Fußballspieler
- Holler, Anke, deutsche Linguistin
- Holler, August (1883–1971), deutscher Journalist, Autor und Heimatforscher
- Höller, Barbara (* 1959), österreichische Malerin
- Höller, Berta (1923–2014), österreichische Harfenistin
- Höller, Carsten (* 1961), deutscher Künstler
- Holler, Christoph René (* 1973), deutscher Verbandsfunktionär und Politiker (CDU), MdL
- Höller, Dieter (1938–2013), deutscher Fußballspieler
- Höller, Dirk (* 1966), deutscher Kunstschmiedemeister
- Höller, Egon (1907–1991), deutsch-österreichischer Jurist und Nationalsozialist
- Holler, Franz (* 1902), deutscher Politiker (LDPD), MdL Sachsen-Anhalt
- Höller, Franz (1909–1972), deutscher Schriftsteller und Journalist
- Holler, Franz (1921–2001), österreichischer Landwirt und Schriftsteller
- Holler, Georg Augustin († 1814), deutscher Komponist und Stadtmusikmeister in München
- Holler, Gerald (* 1973), österreichischer Politiker (ÖVP), Landtagsabgeordneter in der Steiermark
- Höller, Günther (1937–2016), deutscher Blockflötist und Hochschullehrer
- Höller, Hans (1883–1963), österreichischer Politiker (CSP), Landtagsabgeordneter
- Höller, Hans (* 1947), österreichischer Germanist
- Höller, Hermann (1907–1992), österreichischer Maler
- Höller, Jochen (* 1977), österreichischer Künstler
- Holler, Johann (1745–1803), deutscher Zimmermeister, Bauunternehmer und Holzhändler
- Holler, Johann Hermann (1818–1868), Bremer Kaufmann und Politiker, MdBB
- Holler, Johannes (1614–1671), Weihbischof in Trier und Rektor der Universität Trier
- Holler, Josef (1795–1879), österreichischer Ledermeister und Politiker, Landtagsabgeordneter
- Holler, Josef (1881–1959), deutscher Jurist
- Höller, Julia (* 1982), deutsche Politikerin (Bündnis 90/Die Grünen), MdL
- Höller, Jürgen (* 1963), deutscher MotivationstrainerJürgen Höller (* 1963)

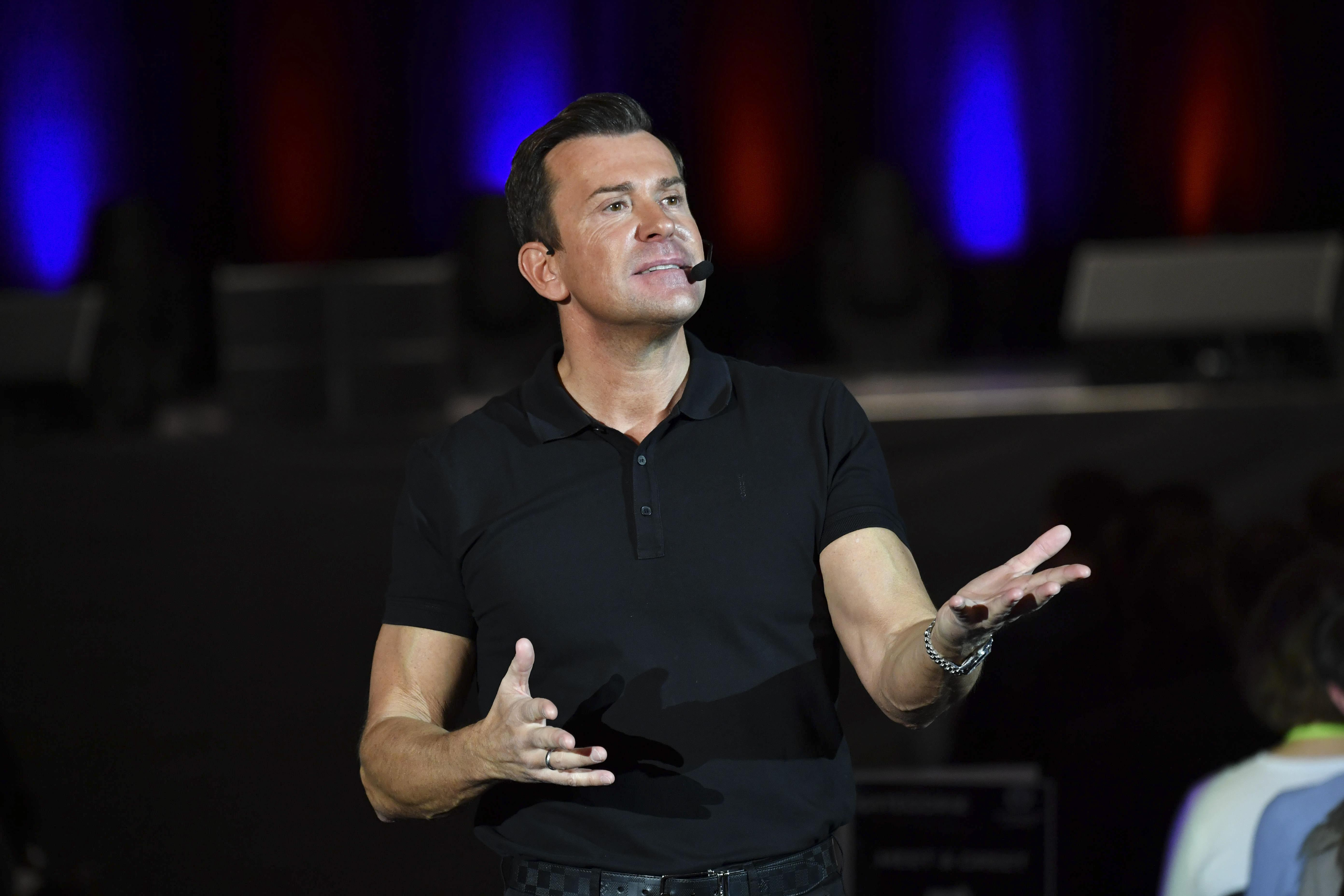
Jürgen Höller (* 1963)

- Höller, Karl (1907–1987), deutscher Komponist, Dirigent, Organist und Hochschullehrer
- Höller, Karl R. (1937–2020), katholischer Theologe, Generalsekretär des Bischöflichen Missionswerkes missio in Aachen und Verlagsgründer
- Holler, Kjell (1925–2000), norwegischer Ökonom und Politiker der Arbeiterpartiet
- Holler, Leonhard von (1780–1858), deutscher Verwaltungsjurist
- Höller, Lola (* 2006), deutsche Schauspielerin
- Holler, Manfred J. (* 1946), deutscher Volkswirt und emeritierter Hochschullehrer (Universität Hamburg)
- Holler, Markus Hartwig (1796–1858), deutscher Fabrikant
- Höller, Miriam (* 1987), deutsche Stuntfrau und ModeratorinMiriam Höller (* 1987)

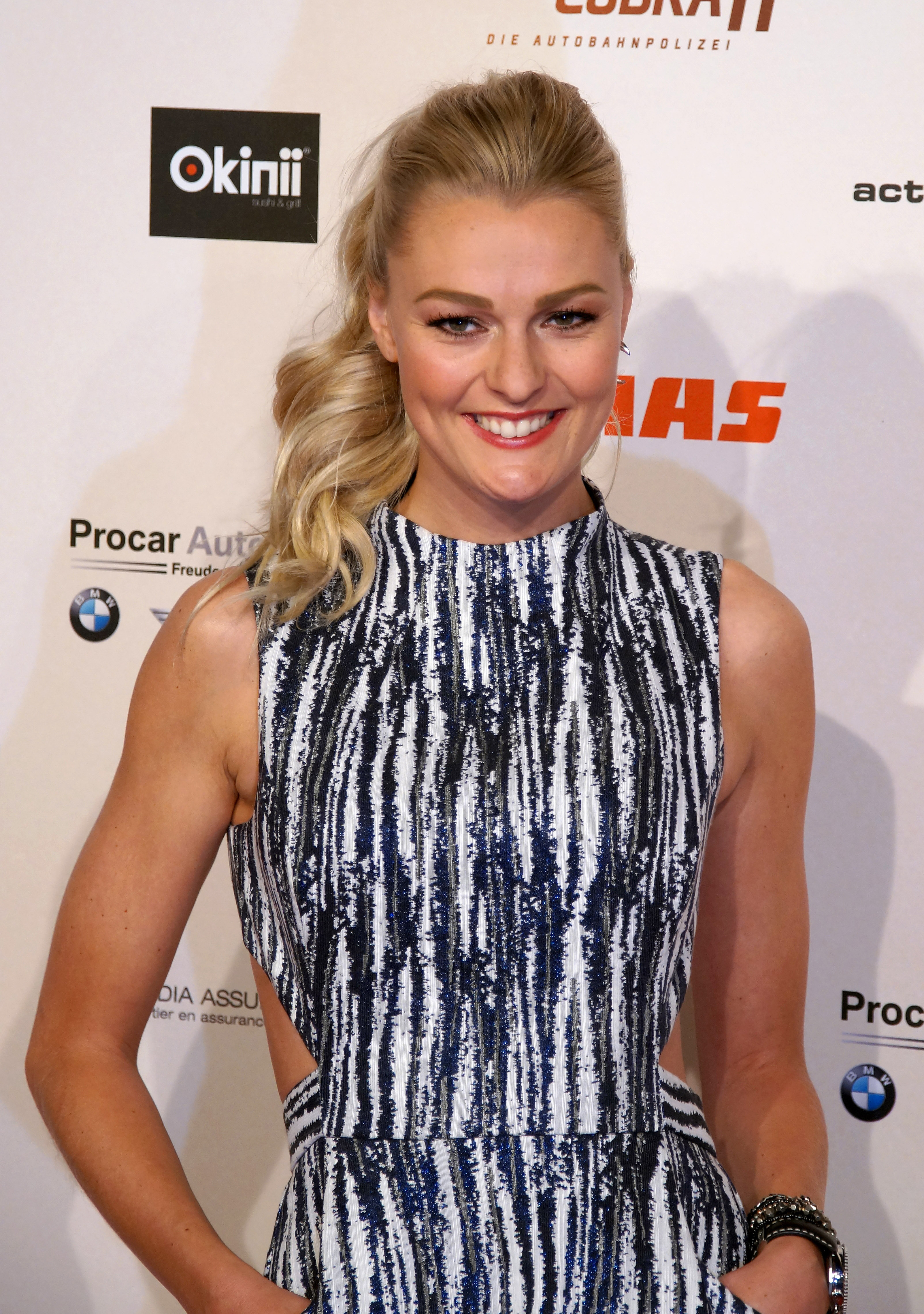
Miriam Höller (* 1987)

- Holler, Nikodemus (* 1991), deutscher Radrennfahrer
- Holler, Noel (* 1997), deutscher DJ und Musikproduzent
- Höller, Paul (* 1983), deutscher politischer Beamter (Bündnis 90/Die Grünen)
- Holler, Peter († 2009), deutscher Rocksänger
- Höller, Ralf (* 1960), deutscher Historiker, Journalist und Buchautor
- Holler, Renée (* 1956), deutsche Kinder- und Jugendbuchautorin
- Höller, Robert (* 1988), deutscher Schauspieler
- Höller, Rosa (1924–2009), österreichische Leichtathletin
- Höller, Simon († 1675), Apotheker und Bürgermeister von Straubing
- Höller, Simone (* 1972), deutsche Filmproduzentin und DrehbuchautorinSimone Höller (* 1972)

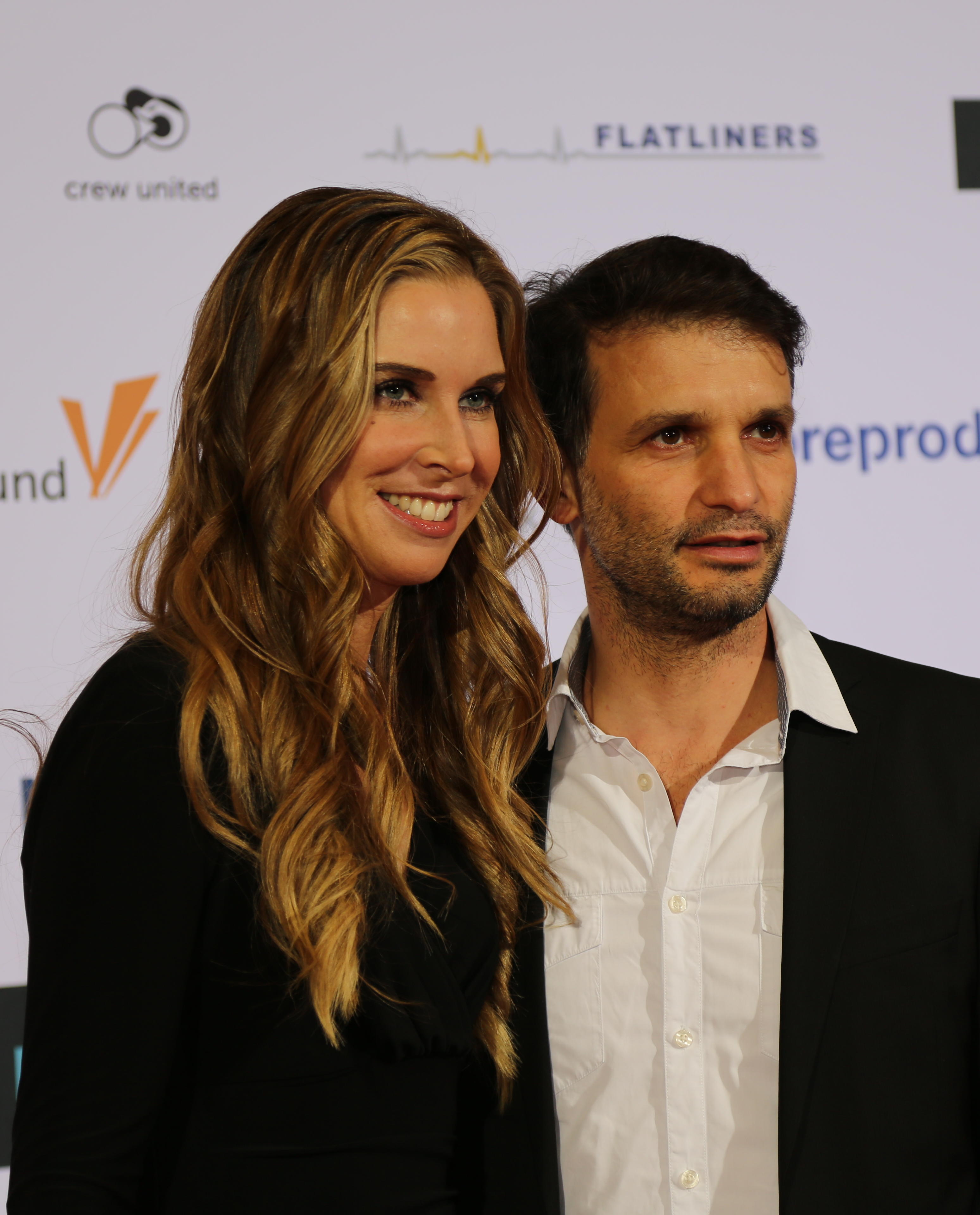
Simone Höller (* 1972)

- Höller, Susanna (* 1989), österreichische Fußballspielerin, -trainerin und -funktionärin
- Höller, Thomas (* 1976), österreichischer Fußballspieler
- Holler, Tim (* 1991), deutscher Volleyball- und Beachvolleyballspieler
- Höller, Ulrich (* 1966), deutscher Immobilienunternehmer
- Holler, Ulrike (* 1944), deutsche Hörfunkjournalistin
- Höller, Werner (* 1977), österreichischer Gewichtheber
- Höller, Wolfgang (1909–1994), österreichischer Diplomat
- Holler, Wolfgang (* 1956), deutscher Kunsthistoriker und Museumsdirektor
- Höller, York (* 1944), deutscher Komponist und Musikprofessor
- Holler-Schuster, Günther (* 1963), österreichischer Künstler
- Holleran, Andrew (* 1943), US-amerikanischer Autor
- Holleran, Demer (* 1967), US-amerikanische Squashspielerin
- Holleran, Leslie, amerikanische Filmproduzentin
- Hollerbach, Alexander (1931–2020), deutscher Rechtswissenschaftler
- Hollerbach, Benedict (* 2001), deutscher FußballspielerBenedict Hollerbach (* 2001)

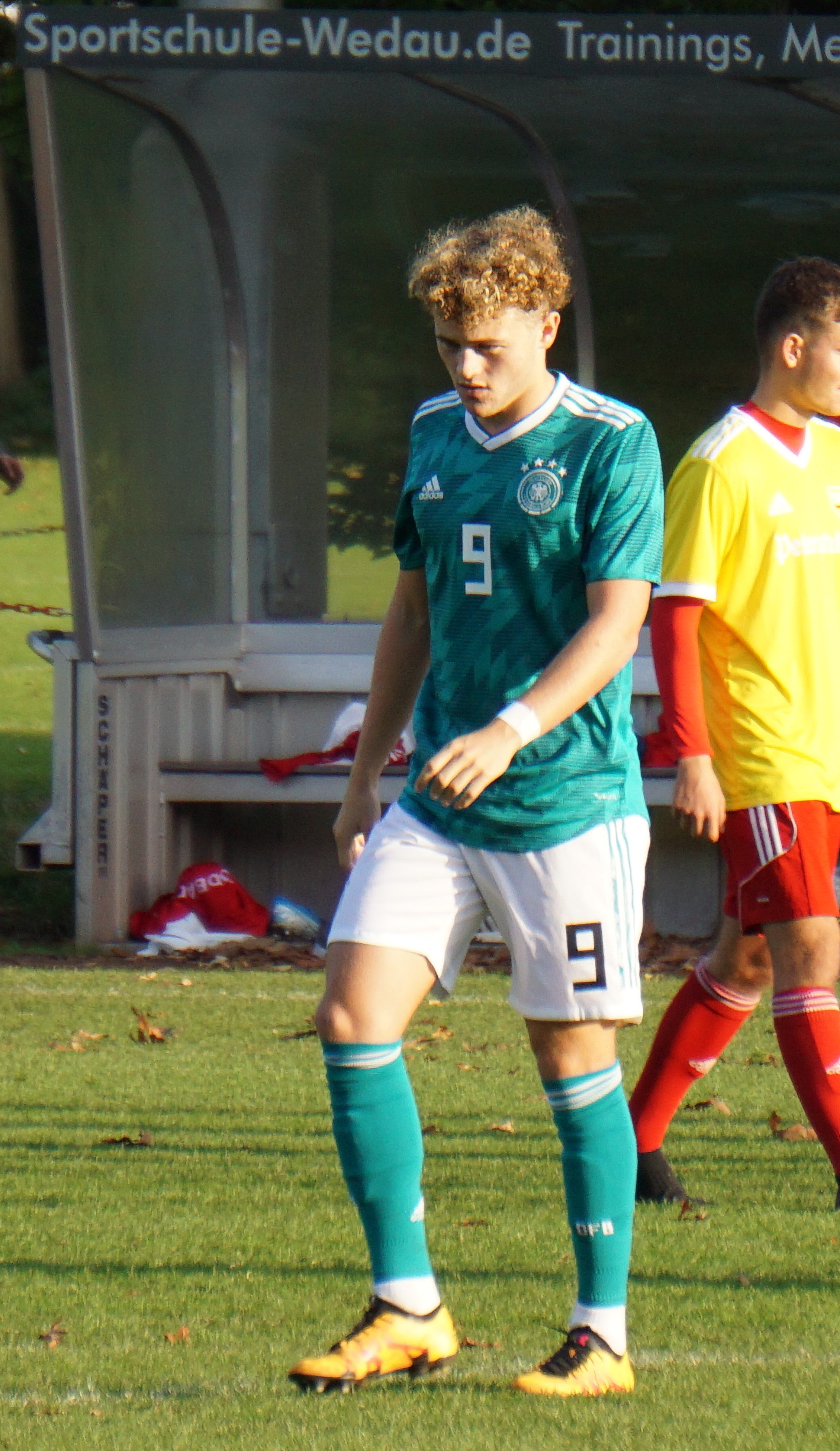
Benedict Hollerbach (* 2001)

- Hollerbach, Bernd (* 1969), deutscher Fußballspieler und Fußballtrainer
- Hollerbach, Josef (1898–1971), deutscher Kommunalpolitiker (CDU)
- Höllerer, Anna (* 1953), österreichische Bäuerin und Politikerin (ÖVP), Abgeordnete zum Nationalrat, Mitglied des Bundesrates
- Hollerer, Christine Elisabeth (* 1960), österreichische Mineralogin, Kristallographin und Künstlerin
- Höllerer, Friedrich (* 1885), deutscher Landrat im Landkreis Bogen
- Höllerer, Gerhard (* 1968), österreichischer blinder Richter
- Höllerer, Johann (1898–1973), deutscher Politiker (CSU), MdL Bayern
- Höllerer, Julius (1903–1968), deutscher Politiker (WAV), MdL Bayern
- Höllerer, Markus A., österreichischer Wirtschaftswissenschaftler und Hochschullehrer
- Höllerer, Walter (1922–2003), deutscher Schriftsteller, Literaturkritiker und Literaturwissenschaftler
- Höllerhagen, Ernst (1912–1956), deutscher Jazzmusiker (Klarinette, Saxophon)
- Höllerich, Hans (1916–1989), deutscher Schriftsteller und Heimatforscher, Schuldirektor
- Hollerich, Jean-Claude (* 1958), luxemburgischer Ordensgeistlicher, römisch-katholischer Erzbischof von Luxemburg und Kardinal
- Höllerich, Reinhard (1947–2020), deutscher Schriftsteller und Heimatforscher, Studiendirektor
- Hollerieth, Achim (* 1973), deutscher Fußballtorwart und Fußballtrainer
- Höllering, Anna (1895–1987), österreichische Filmeditorin und Theaterschauspielerin
- Höllering, Charly (1944–2009), deutscher Jazzmusiker und Grafiker
- Hollerith, Herman (1860–1929), US-amerikanischer Unternehmer, Ingenieur und ErfinderHerman Hollerith (1860–1929)

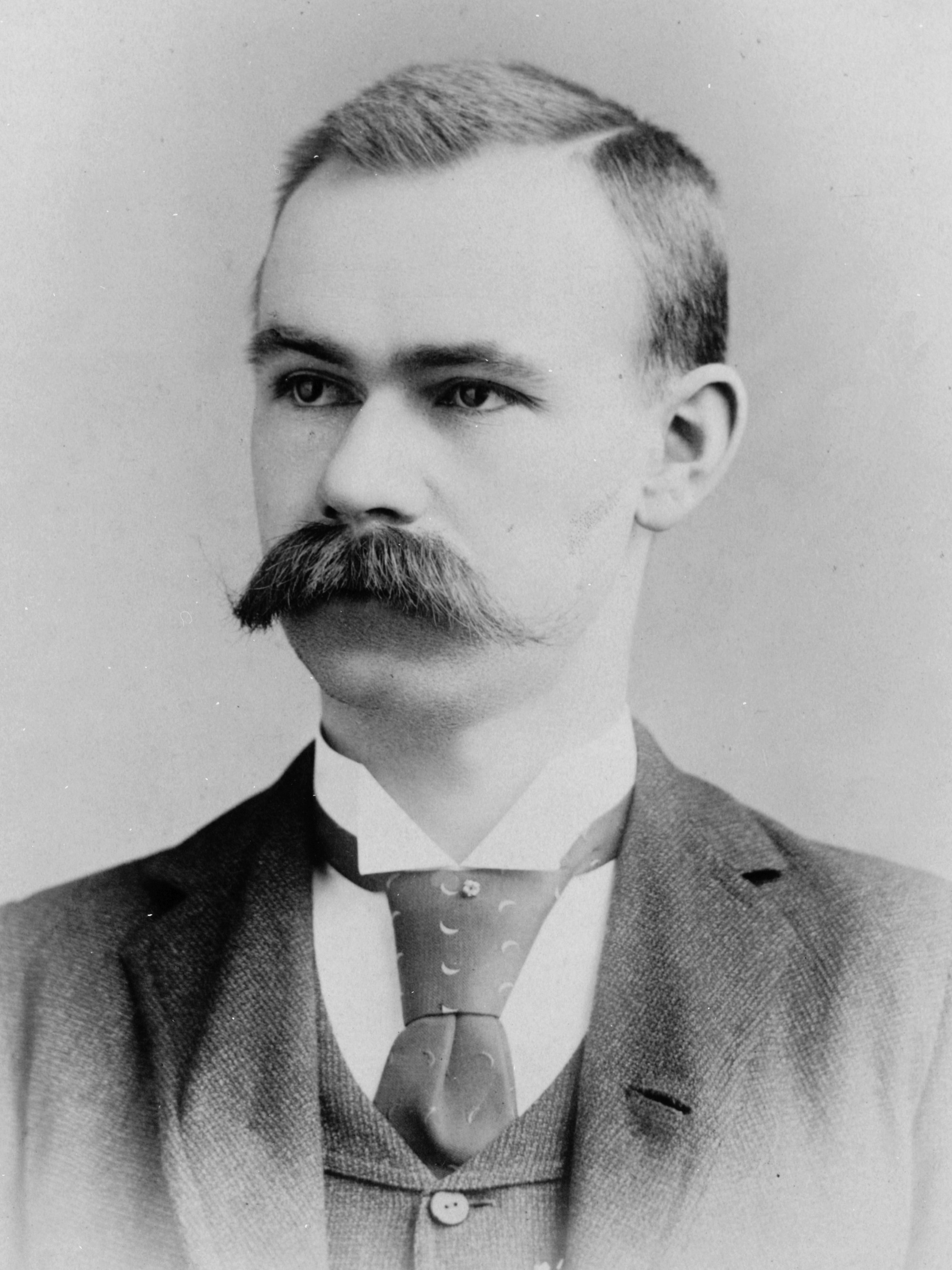
Herman Hollerith (1860–1929)

- Hollerith, Josef (* 1955), deutscher Politiker (CSU), MdB
- Höllerl, Gerd (* 1942), österreichischer Basketballspieler, -funktionär und -trainer
- Höllerl, Stefan (* 1964), österreichischer Basketballtrainer und -funktionär
- Höllermann, Peter Wilhelm (1931–2023), deutscher Geograph
- Hollersbacher, Josef (1879–1951), österreichischer Politiker
- Hollersbacher, Marco (* 2000), deutscher Basketballspieler
- Hollert, Heinz (1912–1944), deutscher SS-Kriegsverbrecher
- Hollert, Henner (* 1969), deutscher Ökotoxikologe und Hochschullehrer
- Hollerweger, Hans (* 1930), österreichischer römisch-katholischer Theologe
- Höllerzeder, Michael (1898–1938), deutscher Politiker (KPD), MdR
- Holles, John, 1. Duke of Newcastle (1662–1711), englischer Peer und Politiker
- Hollesen, Thomas Johann Gottfried (1837–1898), deutscher Kaufmann und Senator
- Hollestelle, Jacob Huijbrecht (1858–1920), niederländischer Landschafts- und Marinemaler
- Hollestelle, Luca (* 1996), niederländische Schauspielerin und Fotomodell
- Holletz, Veronika (* 1945), deutsche Schwimmerin
- Holleufer, Hermann von (1803–1878), deutscher Beamter und Abgeordneter
- Holleuffer, Albert von (1803–1874), Wirklicher Geheimer Rat und Regierungschef im Fürstentum Schwarzburg-Sondershausen
- Holleuffer, Bernhard Hugo von (1827–1888), preußisch-hannoverscher Stallmeister und Sachbuchautor
- Holleuffer, Hans Dietrich von (1855–1902), deutscher Regierungspräsident und Politiker, MdR
- Holleuffer, Heinrich August von (1762–1844), Domdechant und Prälat des Stifts Merseburg
- Holleuffer, Joachim-Albrecht von (1921–2012), deutscher Konteradmiral der Bundesmarine
- Holleuffer, Karl Friedrich von (1804–1895), preußischer Generalleutnant
- Holleville, Alain (* 1953), französischer Botschafter
- Holley, Alexander H. (1804–1887), US-amerikanischer Politiker und Jurist
- Holley, George (1885–1942), englischer Fußballspieler und -trainer
- Holley, Irving Brinton (1919–2013), US-amerikanischer Militär- und Technikhistoriker
- Holley, Jake (* 1996), US-amerikanischer Schauspieler und Model
- Holley, John M. (1802–1848), US-amerikanischer Jurist und Politiker
- Holley, Lonnie (* 1950), US-amerikanischer Künstler
- Holley, Major (1924–1990), US-amerikanischer Jazzbassist
- Holley, Martin David (* 1954), US-amerikanischer Geistlicher, römisch-katholischer Bischof von Memphis
- Holley, Robert W. (1922–1993), US-amerikanischer Biochemiker

### Hollf
- Hollfelder, Peter (1930–2005), deutscher Pianist und Musikhistoriker
- Hollfelder, Waldram (1924–2017), deutscher Musikwissenschaftler und Komponist
- Höllfritsch, Georg Johann (1884–1929), deutscher Unternehmer
- Höllfritsch, Reinhard (1909–1944), deutscher Jurist und Landrat

### Hollh
- Höllhuber, Alfred (1919–2008), österreichischer Heimatforscher

### Holli
- Hollibaugh, Amber L. (1946–2023), US-amerikanische Historikerin und Autorin
- Hollich, Anton (* 1960), deutscher Orchestermusiker, Arrangeur und Musikpädagoge
- Hollich, Janina (* 1988), deutsche Sängerin
- Hollich, Reiner (* 1955), deutscher Fußballspieler und -trainer
- Hollick, Adam (* 1990), US-amerikanischer Opernsänger und Schauspieler
- Hollick, Clive, Baron Hollick (* 1945), britischer Unternehmer, Manager und Politiker
- Hollick, Helen (* 1953), britische Schriftstellerin und Bestsellerautorin
- Hollick, Matthias (* 1973), deutscher Informatiker
- Hollick, Michael (* 1970), US-amerikanischer Schauspieler und Synchronsprecher
- Hollick, Ruth (1883–1977), australische Fotografin
- Holliday, Becky (* 1980), US-amerikanische Stabhochspringerin
- Holliday, Charles O. (* 1948), US-amerikanischer Manager
- Holliday, Doc († 1887), US-amerikanischer Zahnarzt und Revolverheld des Wilden WestensDoc Holliday († 1887)

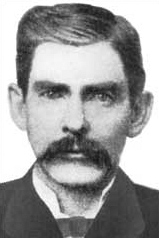
Doc Holliday († 1887)

- Holliday, Elias S. (1842–1936), US-amerikanischer Politiker
- Holliday, Frederick W. M. (1828–1899), US-amerikanischer Politiker
- Holliday, Jackson (* 2003), amerikanischer Baseballspieler
- Holliday, Jennifer (* 1960), US-amerikanische Sängerin
- Holliday, Judy (1921–1965), US-amerikanische Schauspielerin und Sängerin
- Holliday, Karen (* 1966), neuseeländische Radrennfahrerin
- Holliday, Kene (* 1949), US-amerikanischer Film- und Theater-Schauspieler
- Holliday, Leonard (1910–1980), britischer Diplomat
- Holliday, Michael (1924–1963), englischer Popsänger
- Holliday, Polly (* 1937), US-amerikanische Schauspielerin
- Holliday, Robin (1932–2014), britischer Molekularbiologe
- Hollidt, Karl-Adolf (1891–1985), deutscher Generaloberst, Oberbefehlshaber der 6. Armee
- Hollie, Willie (* 1934), US-amerikanischer Dreispringer
- Höllige, Josef (1893–1944), österreichischer Politiker (SDAP), Landtagsabgeordneter
- Holliger, Erich (1936–2010), Schweizer Theaterregisseur
- Holliger, Heinz (* 1939), Schweizer Oboist, Komponist und Dirigent
- Holliger, Lukas (* 1971), Schweizer Autor, Schriftsteller, Dramaturg und Redakteur
- Holliger, Peter (* 1945), Schweizer Schauspieler und Regisseur
- Holliger, Ursula (1937–2014), Schweizer Harfenistin
- Hollik, Wolfgang (* 1951), deutscher Physiker
- Holliman, Earl (1928–2024), US-amerikanischer Film- und FernsehschauspielerEarl Holliman (1928–2024)

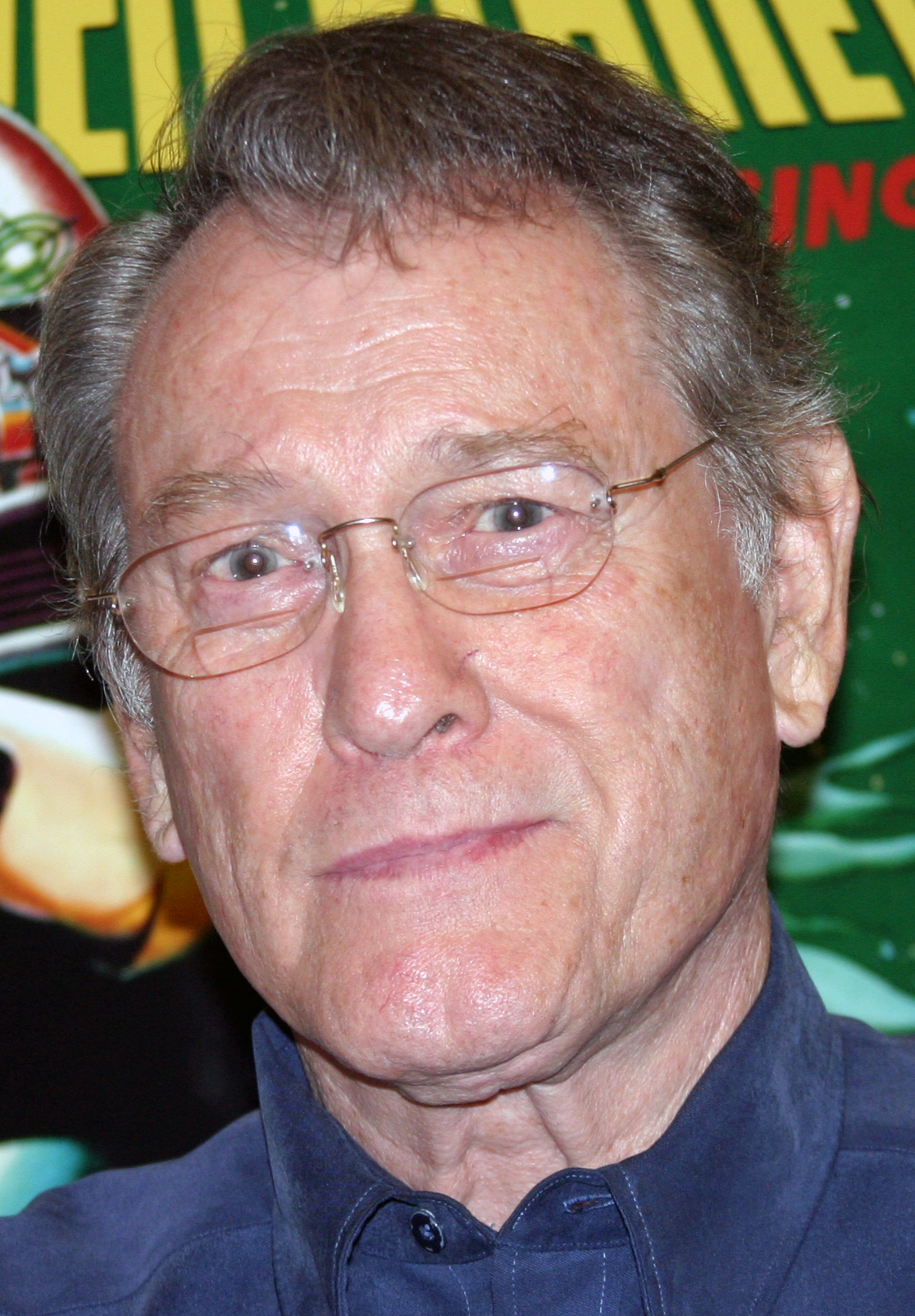
Earl Holliman (1928–2024)

- Holliman, Elaine, US-amerikanische Drehbuchautorin und Filmregisseurin
- Holliman, John (1948–1998), US-amerikanischer Journalist
- Hollinderbäumer, Dietrich (* 1942), deutscher SchauspielerDietrich Hollinderbäumer (* 1942)

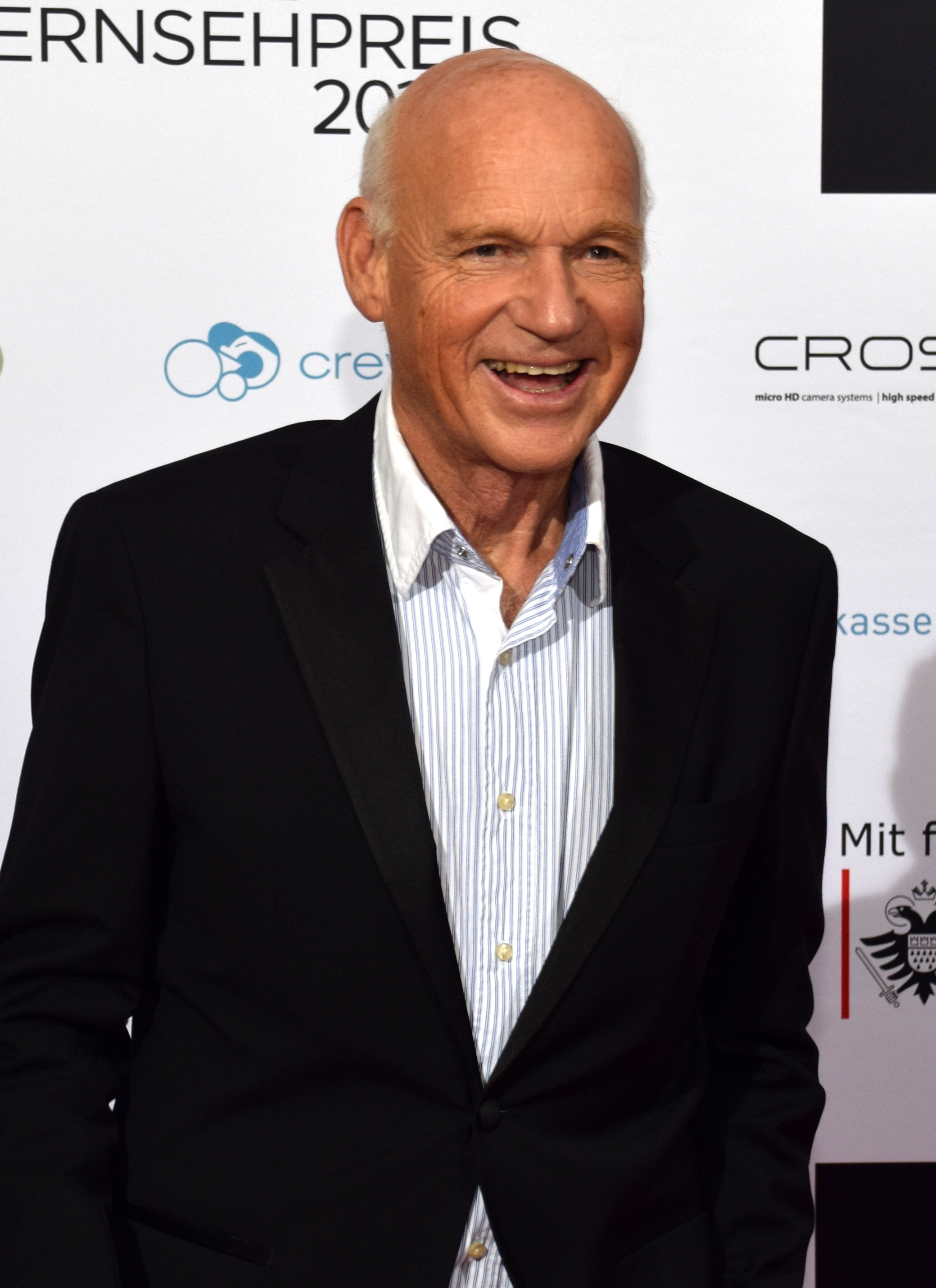
Dietrich Hollinderbäumer (* 1942)

- Hollinetz, Klaus (* 1959), österreichischer Literat, Komponist, Klangkünstler
- Holling, C. S. (1930–2019), kanadischer Ökologe
- Hölling, Conrad († 1720), hannoverscher Hofgoldschmied und -juwelier sowie evangelischer Kirchenvorsteher
- Hölling, Friedrich-Wilhelm (1915–1941), deutscher Hürdenläufer
- Holling, Heinz (* 1950), deutscher Statistiker und Hochschullehrer
- Hölling, Wilhelm (1880–1953), deutscher Industriejurist im Bergbau
- Hollinger, Fidel (1818–1889), deutscher Buchdrucker und Teilnehmer an der Revolution 1848/49
- Hollinger, Hannah, deutsche Drehbuchautorin
- Hollinger, Ines (* 1987), deutsche Schauspielerin
- Hollinger, Konrad (1815–1870), deutscher und US-amerikanischer Buchdrucker und radikaldemokratischer Publizist
- Hollinger, Peter (1954–2021), deutscher Schlagzeuger und Klangkünstler
- Hollinger, Roswitha (1945–2023), deutsche Politikerin (SPD), MdL
- Hollinger, Rudolf (1910–1997), deutscher Dichter, Lehrer, Dramatiker
- Hollinger, Terry (* 1971), kanadischer Eishockeyspieler
- Hollinghurst, Alan (* 1954), britischer SchriftstellerAlan Hollinghurst (* 1954)

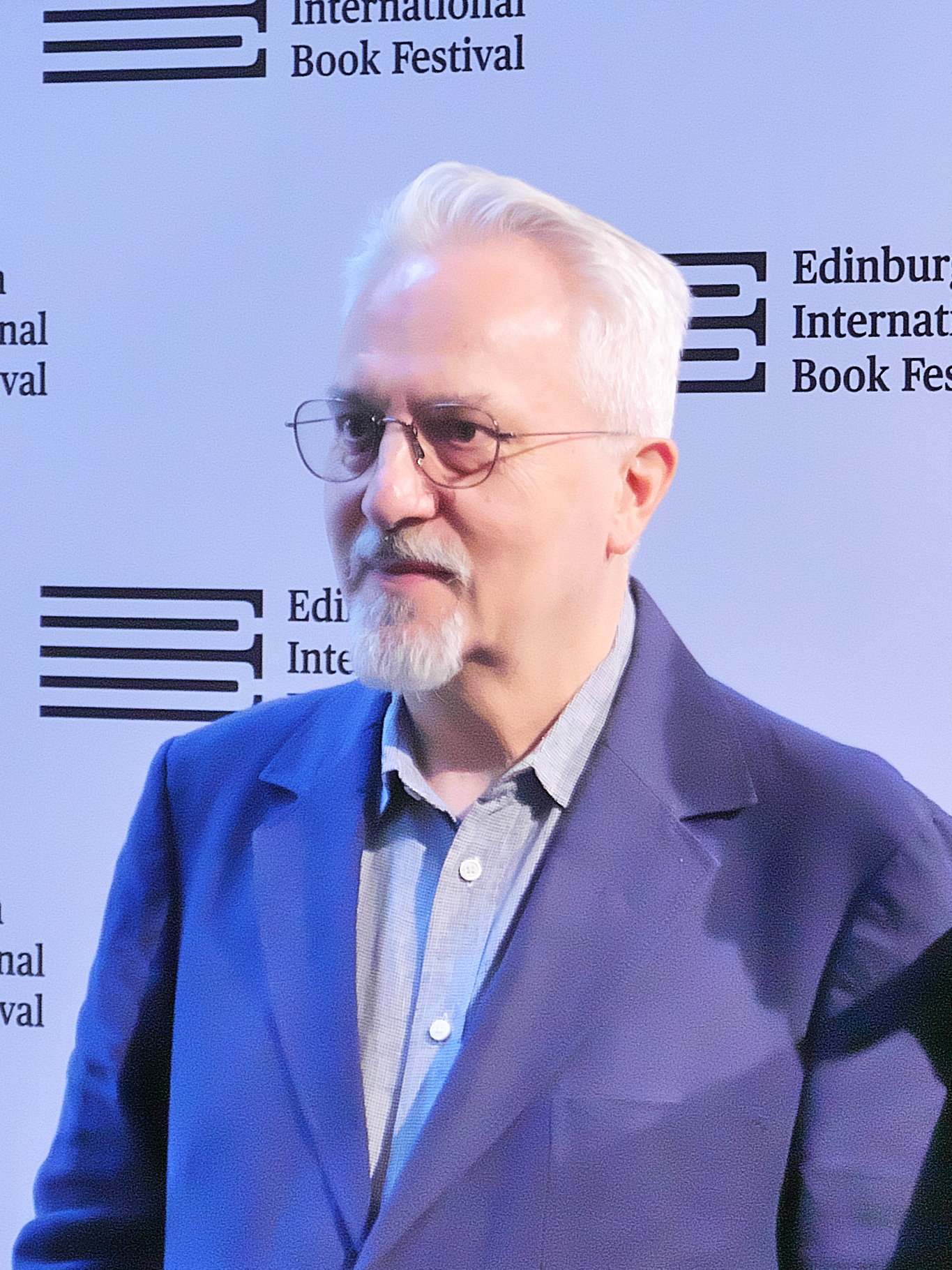
Alan Hollinghurst (* 1954)

- Hollinghurst, Anne (* 1964), britische anglikanische Bischöfin
- Hollings, Charlie (* 1986), britischer Autorennfahrer
- Hollings, Fritz (1922–2019), US-amerikanischer Politiker, Gouverneur von South Carolina
- Hollings, Steve (* 1946), britischer Hindernisläufer
- Hollings, Tony (* 1981), US-amerikanischer American-Football-Spieler auf der Position des Runningbacks
- Hollingshead, Gordon (1892–1952), US-amerikanischer Filmproduzent und Regieassistent
- Hollingshead, Ryan (* 1991), amerikanischer Fußballspieler
- Hollingsworth, Ben (* 1984), kanadischer Schauspieler
- Hollingsworth, Claudia (* 2005), australische Mittelstreckenläuferin
- Hollingsworth, David (1844–1929), US-amerikanischer Politiker (Republikanische Partei)
- Hollingsworth, Henry (* 1997), US-amerikanischer Ruderer
- Hollingsworth, James F. (1918–2010), US-amerikanischer Offizier, Generalleutnant der US-Army
- Hollingsworth, Mellisa (* 1980), kanadische Skeletonpilotin
- Hollingsworth, Michael (* 1943), australischer Radrennfahrer
- Hollingsworth, Roy (1933–2014), britisch-trinidadischer Diskuswerfer und Kugelstoßer
- Hollingsworth, Trey (* 1983), US-amerikanischer Politiker
- Hollington, Jack (* 2001), britischer Schauspieler
- Hollington, Michael (* 1942), Anglist und Hochschullehrer
- Hollingworth, Clare (1911–2017), britische Journalistin und Autorin
- Hollingworth, John (* 1981), britischer Schauspieler
- Hollingworth, Leta Stetter (1886–1939), US-amerikanische Psychologin
- Hollingworth, Peter (* 1935), australischer Politiker und Geistlicher, Generalgouverneur Australiens und Erzbischof von Brisbane
- Hollink, Hennie (1931–2018), niederländischer Fußballspieler und -trainer
- Hollink, Rob (* 1962), niederländischer Pokerspieler
- Hollins, Alfred (1865–1942), blinder englischer Organist, Pianist, Komponist und Musikdozent
- Hollins, Fraser (* 1970), kanadischer Jazzmusiker (Kontrabass, Komposition)
- Hollins, John (1946–2023), englischer Fußballspieler und -trainer
- Hollins, Lionel (* 1953), US-amerikanischer Basketballtrainer
- Hollins, Ryan (* 1984), US-amerikanischer Basketballspieler
- Hollins, Sheila, Baroness Hollins (* 1946), britische Psychiaterin, Hochschullehrerin und Politikerin
- Hollins, Tony, US-amerikanischer Bluessänger, Gitarrist und Songwriter
- Hollinshead, Ariel (1929–2019), US-amerikanische Krebsforscherin, Pharmakologin und Hochschullehrerin
- Hollis, Adrian S. (1940–2013), britischer Altphilologe und Fernschachspieler
- Hollis, Brenda, US-amerikanische Juristin
- Hollis, Crispian (* 1936), englischer römisch-katholischer Priester, Bischof von Portsmouth
- Hollis, H. H. (1921–1977), amerikanischer Science-Fiction-Autor
- Hollis, Harris W. (1919–1999), US-amerikanischer Offizier, Generalleutnant der US-Army
- Hollis, Henry F. (1869–1949), US-amerikanischer Politiker (Demokratische Partei)
- Hollis, John (1927–2005), britischer Schauspieler
- Hollis, Joshua (1875–1944), englischer Fußballspieler
- Hollis, Lee (* 1963), US-amerikanischer Punkrock-Sänger und AutorLee Hollis (* 1963)

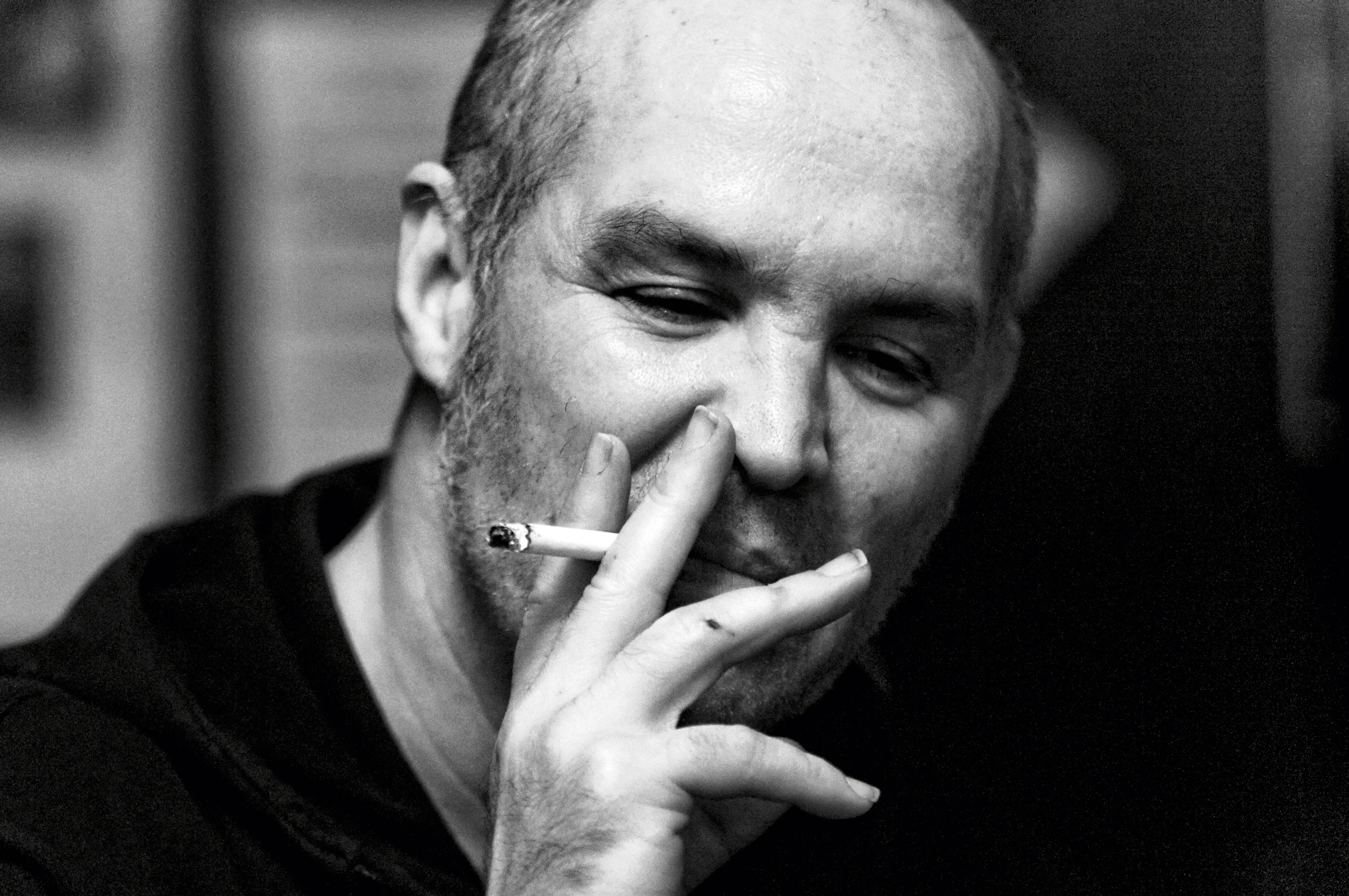
Lee Hollis (* 1963)

- Hollis, Mark (1955–2019), britischer Musiker, Komponist, Sänger und Songschreiber
- Hollis, Mark (* 1984), US-amerikanischer Stabhochspringer
- Hollis, Martin (1938–1998), britischer Philosoph
- Hollis, Patricia, Baroness Hollis of Heigham (1941–2018), britische Politikerin, Mitglied des House of Commons, die für Labour im House of Lords sitzt
- Hollis, Sam (1866–1942), englischer Fußballtrainer
- Hollis, Stanley (1912–1972), britischer Soldat und Träger des Victoria-Kreuzes
- Hollis-Jefferson, Rondae (* 1995), US-amerikanischer Basketballspieler
- Hollister, Brett (* 1966), neuseeländischer Ruderer
- Hollister, Charles Warren (1930–1997), US-amerikanischer Mittelalterhistoriker
- Hollister, Jacob (* 1993), US-amerikanischer American-Football-Spieler
- Hollister, John B. (1890–1979), US-amerikanischer Politiker (Republikanische Partei)
- Hollister, Nancy (* 1949), US-amerikanische Politikerin
- Hollister, Ned (1876–1924), US-amerikanischer Zoologe
- Hollister, Solomon C. (1891–1982), US-amerikanischer Bauingenieur
- Hollitscher, Carl von (1845–1925), österreichisch-deutscher Unternehmer, Kunstsammler und Mäzen
- Hollitscher, Walter (1911–1986), österreichischer Philosoph, Marxist und Psychoanalytiker
- Hollitt, Raye (* 1964), US-amerikanische Bodybuilderin und SchauspielerinRaye Hollitt (* 1964)

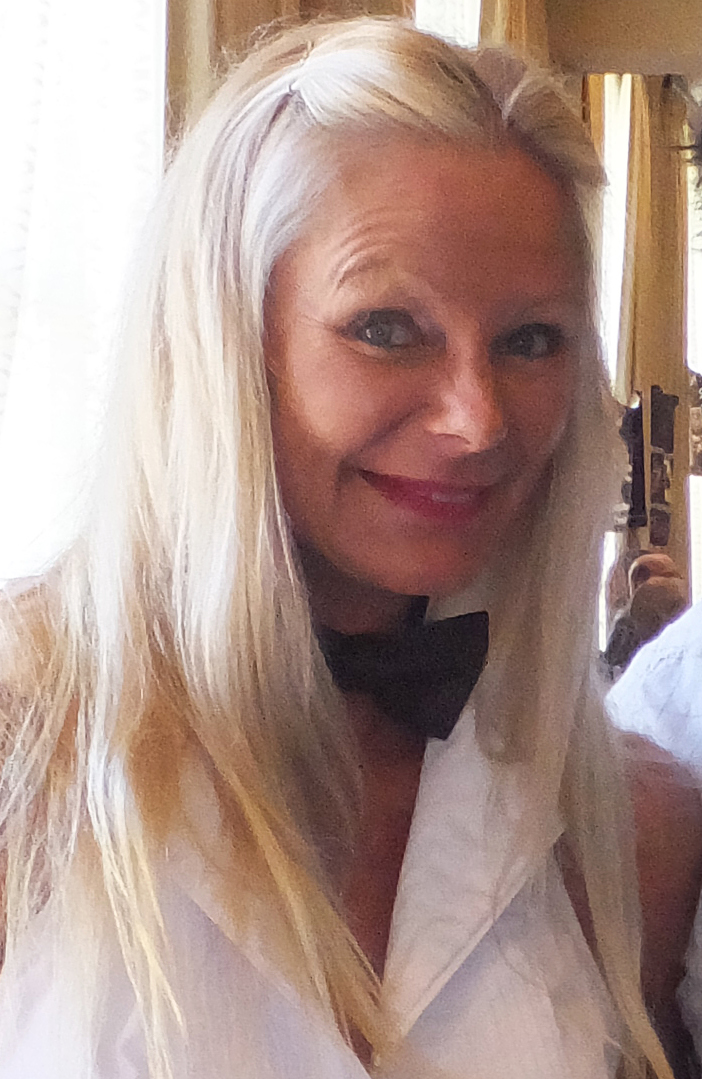
Raye Hollitt (* 1964)

- Hollitzer, Carl Leopold (1874–1942), österreichischer Karikaturist und Kabarettist
- Hollitzer, Jan (* 1980), deutscher Journalist
- Hollitzer, Tobias (* 1966), deutscher DDR-Bürgerrechtler und Museumsleiter

### Hollm
- Hollm, Uwe (1930–2011), deutscher evangelischer Pfarrer, Missionsdirektor und Propst
- Hollman, Ellen (* 1983), US-amerikanische SchauspielerinEllen Hollman (* 1983)

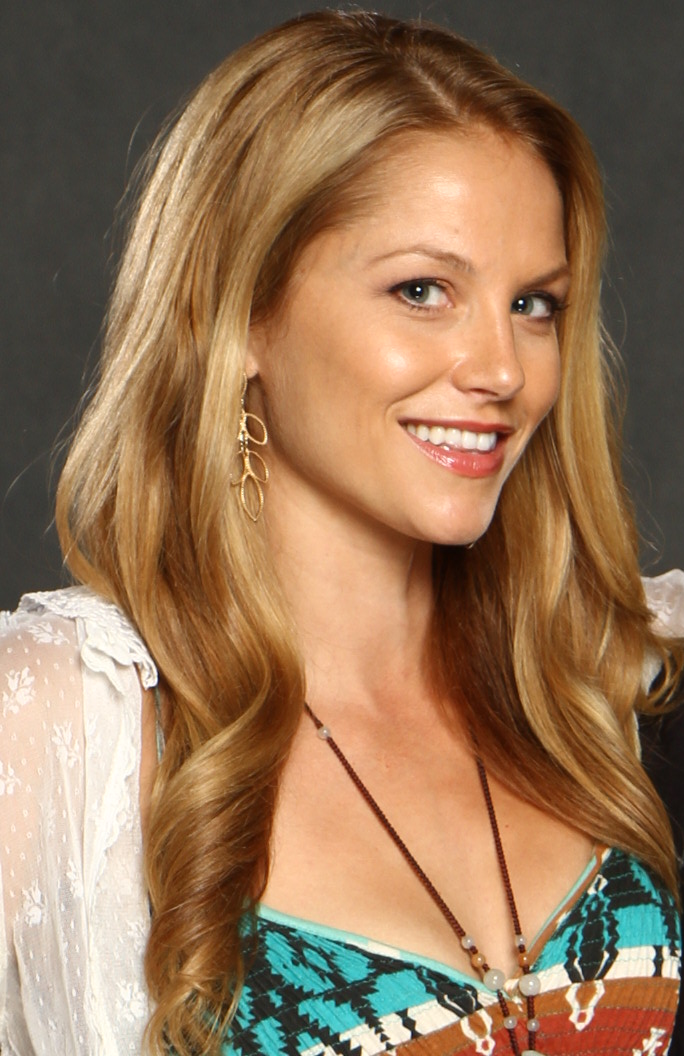
Ellen Hollman (* 1983)

- Hollman, Jermain (* 1980), US-amerikanischer Schauspieler und Model
- Hollman, Joseph (1852–1926), niederländischer Cellist und Komponist
- Hollman, Ka’dar (* 1994), US-amerikanischer American-Football-Spieler
- Hollmann, Anna (* 1983), deutsche Comiczeichnerin
- Hollmann, Carl Friedrich (1776–1858), deutscher Kaufmann, Kommunalpolitiker und Mäzen
- Hollmann, Carlheinz (1930–2004), deutscher Fernsehmoderator
- Hollmann, Dominik (1899–1990), sowjetischer Schriftsteller und Dichter
- Hollmann, Eckhard (* 1945), deutscher Kunstpublizist, Verlagslektor und Buchgestalter
- Hollmann, Erich (* 1930), deutscher DBD-Funktionär, DBD-Bezirksvorsitzender Erfurt
- Hollmann, Friedrich (1833–1900), deutschbaltischer Pastor und livländischer Generalsuperintendent
- Hollmann, Friedrich von (1842–1913), deutscher Admiral und Staatssekretär des Reichsmarineamts unter Kaiser Wilhelm II.
- Hollmann, Georg, deutscher Kommunalpolitiker
- Hollmann, Grete (1900–1955), deutsche Stummfilmschauspielerin
- Hollmann, Hans (1933–2022), österreichisch-schweizerischer Regisseur und Hochschullehrer
- Hollmann, Hans Erich (1899–1960), deutscher Ingenieur
- Hollmann, Heinrich (1865–1924), deutscher Landwirt und Politiker (DVP), MdL
- Hollmann, Heinrich (1898–1965), deutscher Politiker (BDV/FDP), MdBB
- Hollmann, Ingrid (* 1938), deutsche Tischtennisspielerin
- Hollmann, Jens (* 1965), deutscher Autor und Berater in der Gesundheitswirtschaft
- Hollmann, Juri (* 1999), deutscher RadrennfahrerJuri Hollmann (* 1999)

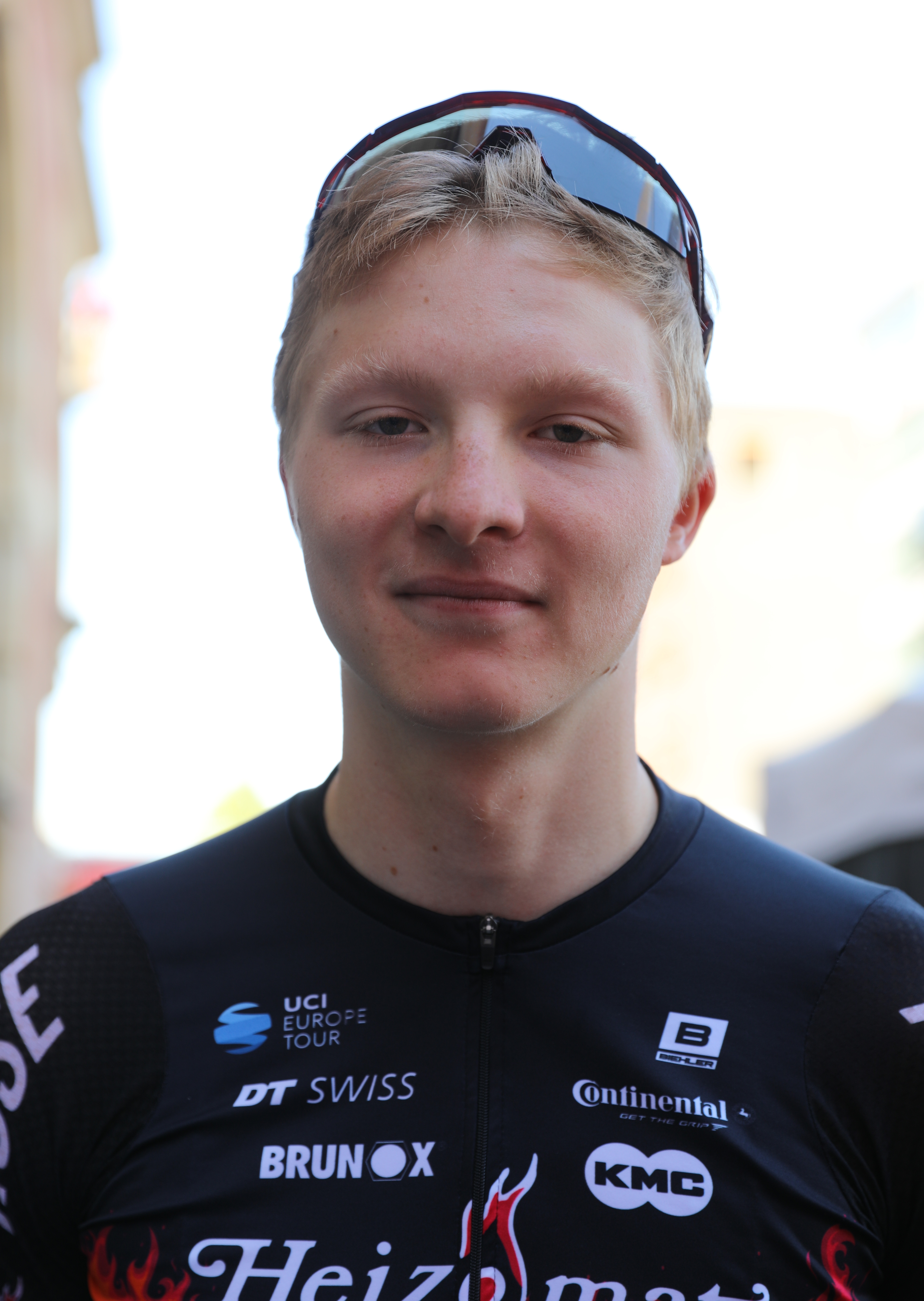
Juri Hollmann (* 1999)

- Hollmann, Klaus (* 1949), deutscher Brigadegeneral der Bundeswehr
- Hollmann, Lucie (* 1993), deutsche Schauspielerin
- Hollmann, Ludwig (* 1873), deutscher Lehrer und Politiker (DVP), MdL
- Hollmann, Manfred (1929–2012), deutscher Maler und Grafiker
- Hollmann, Michael (* 1961), deutscher Historiker und Archivar
- Hollmann, Oskar (1897–1956), deutscher Politiker (KPD, später SED)
- Hollmann, Ottmar (1915–2005), deutscher Bildhauer und Grafiker
- Hollmann, Reimar (1921–1986), deutscher Journalist und Zeitungsredakteur
- Hollmann, Reiner (* 1949), deutscher Fußballspieler und -trainerReiner Hollmann (* 1949)

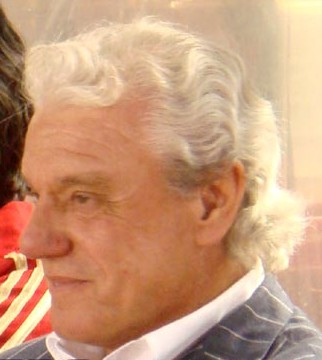
Reiner Hollmann (* 1949)

- Hollmann, Samuel Christian (1696–1787), deutscher Hochschullehrer
- Hollmann, Silvia (* 1955), deutsche Leichtathletin und Olympiateilnehmerin
- Höllmann, Thomas O. (* 1952), deutscher Sinologe, Präsident der Bayerischen Akademie der Wissenschaften
- Hollmann, Tobias (* 1989), deutscher Filmproduzent
- Hollmann, Torge (* 1982), deutscher Fußballspieler
- Hollmann, Werner (1882–1933), deutscher Schauspieler
- Hollmann, Werner (1900–1987), deutscher Mediziner
- Hollmann, Wildor (1925–2021), deutscher Arzt, Hochschullehrer und Forscher
- Hollmann, Wilfried (* 1949), deutscher Manager, Diplom-Kaufmann und Vorstandsvorsitzender der NOWEDA
- Hollmann, Wilhelm (1830–1879), deutscher Sänger und Komponist
- Hollmann, Wilhelm (1922–2010), deutscher Politiker (CDU), MdL

### Holln
- Hollnagel, Adolf (1907–1975), deutscher Archäologe
- Hollnagel, Bruno (* 1948), deutscher Bau- und Wirtschaftsingenieur
- Hollnagel, Jördis (* 1971), deutsche Kinderdarstellerin und Psychologin
- Hollnagel, Walter (1895–1983), deutscher Direktionsfotograf
- Hollnsteiner, Johannes (1895–1971), österreichischer römisch-katholischer Theologe

### Hollo
- Hollo, Anselm (1934–2013), finnischer Dichter und Übersetzer
- Holló, Mátyás (* 1977), ungarischer Biathlet und Skilangläufer
- Holloger, Reynerus, Ratssekretär der Hansestadt Lübeck
- Hollom, Philip (1912–2014), britischer Ornithologe
- Holloman, Bridget (1955–2006), US-amerikanische Schauspielerin
- Holloman, Laurel (* 1971), US-amerikanische Schauspielerin
- Hollomey, Barbara (* 1957), österreichische Politikerin (ÖVP)
- Hollomey, Werner (* 1929), österreichischer Architekt, Universitätsprofessor und Rektor
- Hollon, Kenneth (1909–1974), US-amerikanischer Jazzmusiker
- Hollond, Ellen (1822–1884), englische Autorin und Philanthropin
- Hollonius, Ludwig († 1621), deutscher evangelisch-lutherischer Geistlicher und Dramatiker
- Hollós, Franz Tibor (1906–1954), ungarisch-deutscher katholischer Priester und Rechtswissenschaftler
- Hollós, István (1872–1957), ungarischer Psychiater und Psychoanalytiker
- Hollós-Consemüller, Ruth (1904–1993), deutsche und ungarische Weberin
- Hollósi, Eszter (* 1981), österreichische Schauspielerin
- Hollósy, Katalin (* 1950), ungarische Kanutin
- Hollósy, László (* 1976), ungarischer Volleyball-Trainer
- Hollósy, Simon (1857–1918), ungarischer Maler
- Hollow, Emelie (* 1998), norwegische Sängerin und Songwriterin
- Holloway Marston, Elizabeth (1893–1993), US-amerikanische PsychologinElizabeth Holloway Marston (1893–1993)

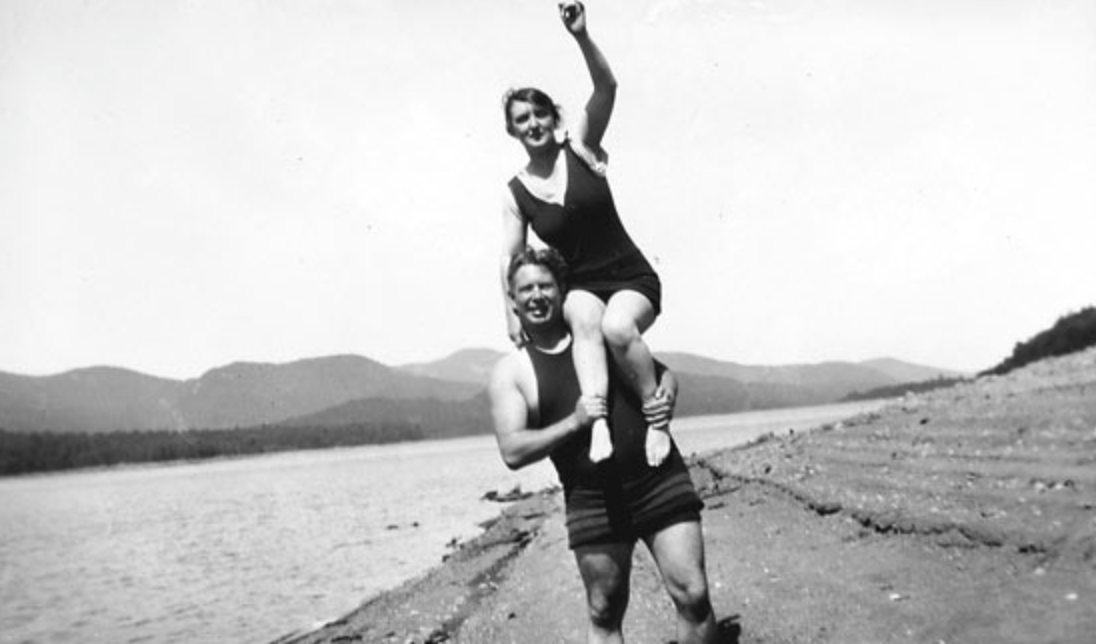
Elizabeth Holloway Marston (1893–1993)

- Holloway, Adam (* 1965), britischer Politiker (Conservative Party), Mitglied des House of Commons
- Holloway, Alden, US-amerikanischer Country-Musiker und Gitarrist
- Holloway, Brenda (* 1946), US-amerikanische Soul-Sängerin
- Holloway, Bruce K. (1912–1999), US-amerikanischer General der Air Force
- Holloway, Bud (* 1988), kanadischer Eishockeyspieler
- Holloway, Clyde C. (1943–2016), US-amerikanischer Politiker
- Holloway, Daniel (* 1987), US-amerikanischer Bahn- und Straßenradrennfahrer
- Holloway, David P. (1809–1883), US-amerikanischer Politiker
- Holloway, Emory (1885–1977), US-amerikanischer Literaturwissenschaftler, Hochschullehrer und Biograf
- Holloway, Grant (* 1997), US-amerikanischer Leichtathlet
- Holloway, Ian (* 1963), englischer Fußballspieler und -trainer
- Holloway, James L. III. (1922–2019), US-amerikanischer Admiral der US Navy
- Holloway, James L. Jr. (1898–1984), US-amerikanischer Offizier, Admiral der US-Navy
- Holloway, John (1878–1950), irischer Zehnkämpfer
- Holloway, John (* 1947), irisch-mexikanischer Politikwissenschaftler
- Holloway, John (* 1948), britischer Violinist und Dirigent
- Holloway, John Edward (1890–1979), südafrikanischer Diplomat
- Holloway, Josh (* 1969), US-amerikanischer SchauspielerJosh Holloway (* 1969)

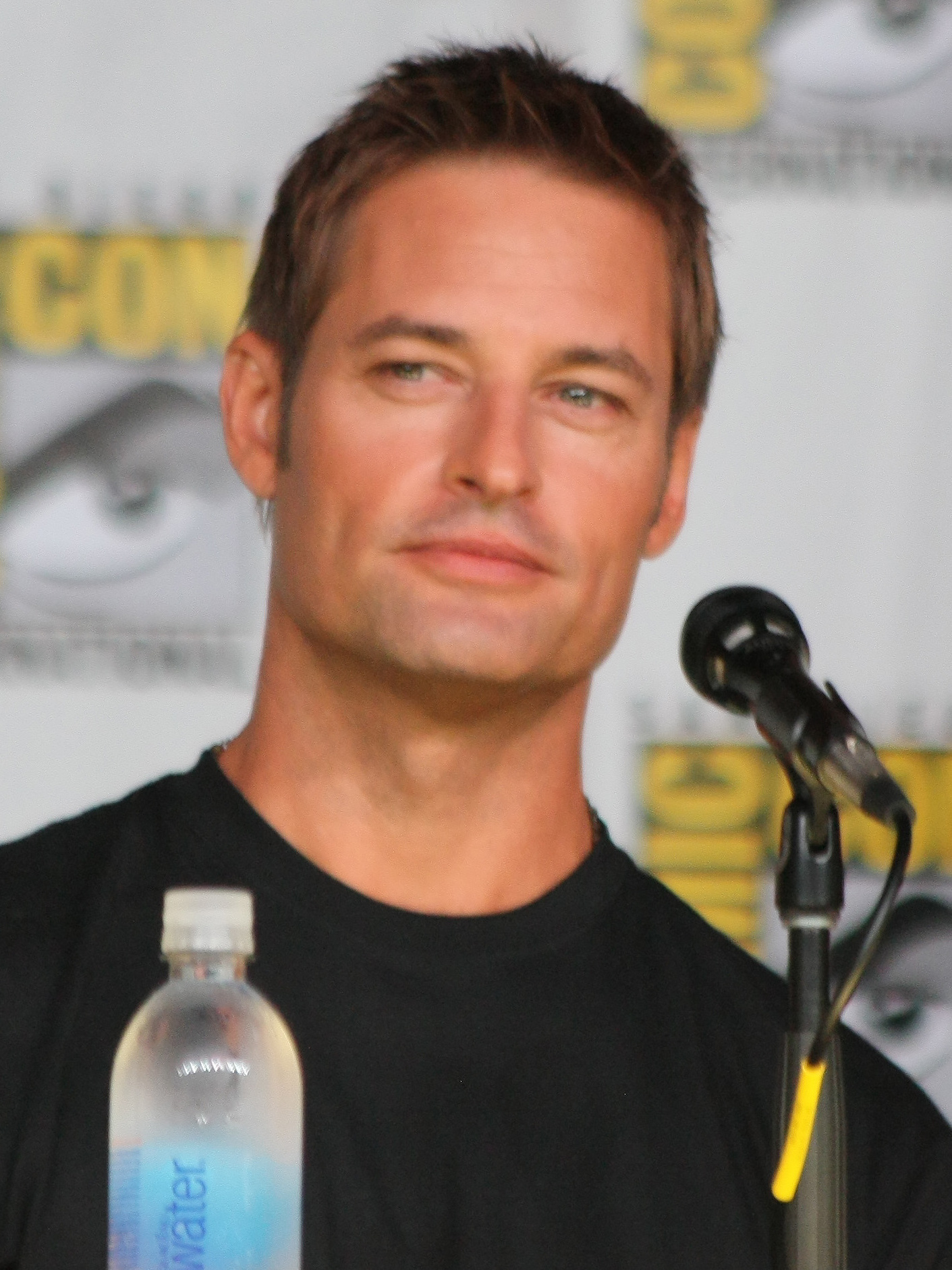
Josh Holloway (* 1969)

- Holloway, Julian (1944–2025), britischer Schauspieler und Synchronsprecher
- Holloway, Laurie (1938–2025), britischer Jazz- und Unterhaltungsmusiker (Piano, Komposition, Arrangement)
- Holloway, Liddy (1945–2004), neuseeländische Schauspielerin und Drehbuchautorin
- Holloway, Loleatta (1946–2011), US-amerikanische Disco-, Soul- und House-Sängerin
- Holloway, Nancy (1932–2019), US-amerikanische Jazz- und Soulsängerin
- Holloway, Ralph L. (1935–2025), US-amerikanischer Anthropologe und Experte auf dem Gebiet der Paläoneurologie
- Holloway, Rebecca (* 1995), nordirische Fußballspielerin
- Holloway, Red (1927–2012), US-amerikanischer Jazz- und Bluesmusiker
- Holloway, Robin (* 1943), englischer zeitgenössischer Komponist klassischer Musik
- Holloway, Romario (* 2005), deutscher Basketballspieler
- Holloway, Ron (1933–2009), US-amerikanischer Filmjournalist und Filmhistoriker
- Holloway, Ron (* 1953), amerikanischer Fusion- und Jazzmusiker (Saxophon)
- Holloway, Samuel (* 1981), neuseeländischer Komponist
- Holloway, Stanley (1890–1982), britischer SchauspielerStanley Holloway (1890–1982)

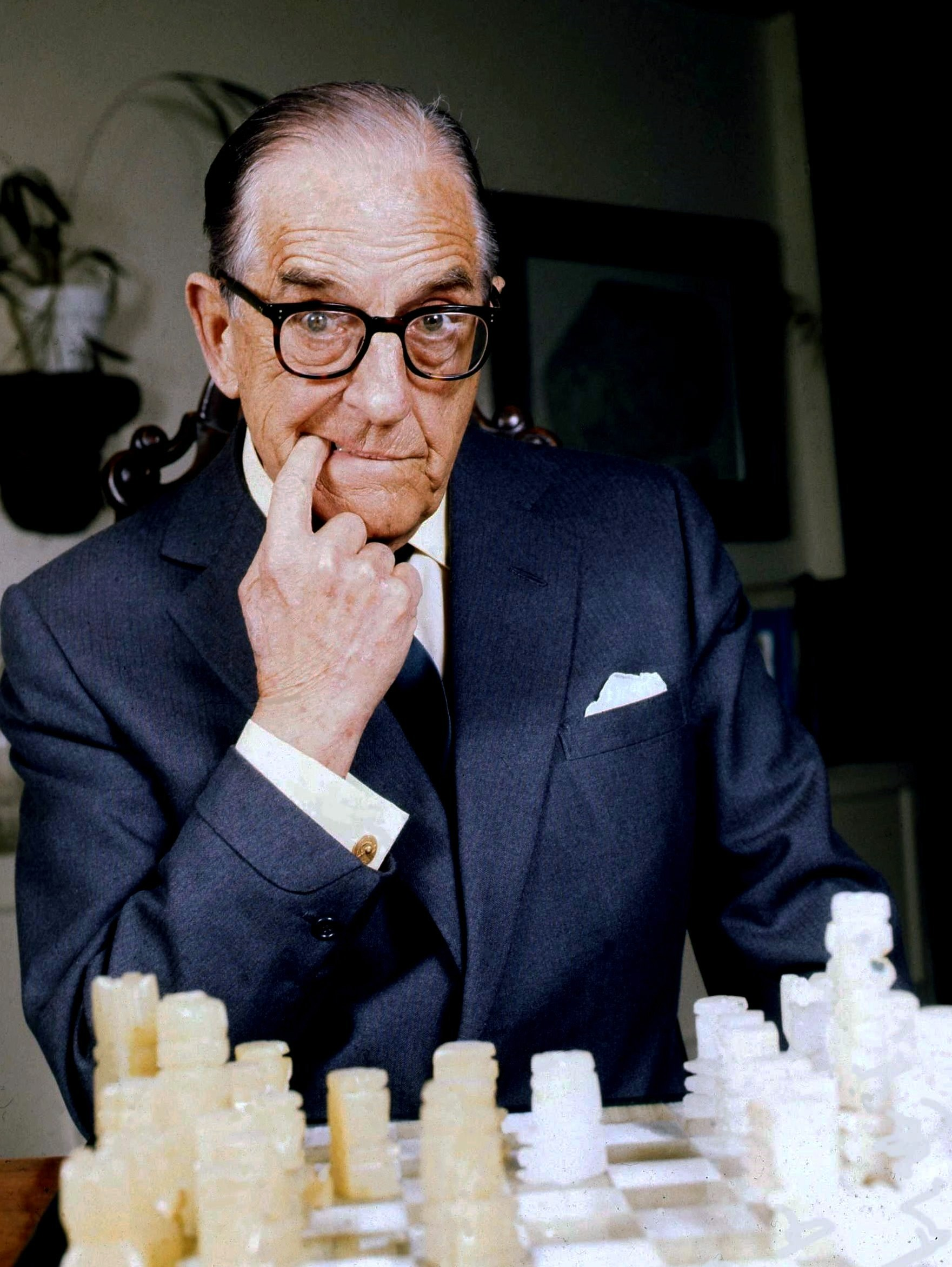
Stanley Holloway (1890–1982)

- Holloway, Sterling (1905–1992), US-amerikanischer Schauspieler und Synchronsprecher
- Holloway, Susan (* 1955), kanadische Kanutin und Skilangläuferin
- Holloway, William J. (1888–1970), US-amerikanischer Politiker
- Holloway, Zoey (* 1966), US-amerikanische Pornodarstellerin und Autorin
- Hollowbread, John (1934–2007), englischer Fußballtorhüter
- Hollowell, Barry (1948–2016), kanadischer anglikanischer Geistlicher

### Hollp
- Hollpein, Heinrich (1814–1888), österreichischer Maler und Schriftsteller

### Hollr
- Hollreiser, Heinrich (1913–2006), deutscher Dirigent
- Höllriegel, Franz (1794–1858), deutscher Steinmetzmeister mit Südtiroler Vorfahren und der Gründer des Ortes Höllriegelskreuth
- Höllriegl, Alois (1909–1948), österreichischer SS-Unterscharführer, Blockführer im KZ Mauthausen und Kommandoführer des Außenlagers Winer Neudorf
- Höllrigl, Hans (1922–2005), deutscher Politiker (SPD), MdL Bayern
- Höllrigl, Klaus (* 1980), italienischer Biathlet
- Hollrock, William (* 1940), US-amerikanischer Bobsportler
- Hollrung, Max (1858–1937), deutscher Phytomediziner

### Holls
- Hollstein, Andreas (* 1963), deutscher Politiker (CDU)Andreas Hollstein (* 1963)

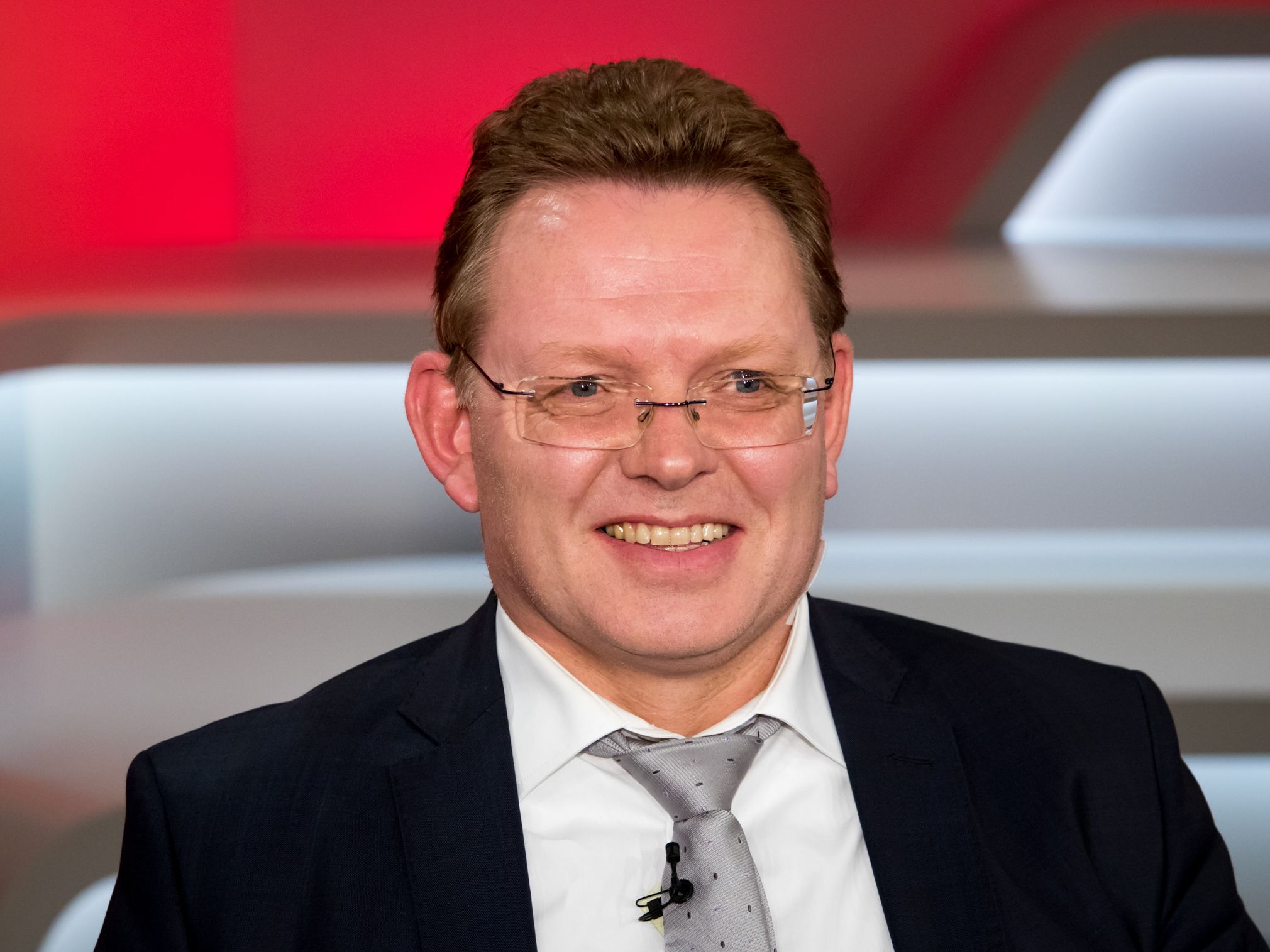
Andreas Hollstein (* 1963)

- Hollstein, Betina (* 1965), deutsche Soziologin
- Hollstein, Ernst (1886–1950), deutscher Fußballspieler
- Hollstein, Ernst (1918–1988), deutscher Dendrochronologe
- Hollstein, Friedrich Wilhelm (1888–1957), deutscher Kunsthändler und Kunsthistoriker
- Hollstein, Jürgen (* 1962), deutscher Politiker (CDU), MdL
- Hollstein, Karl-Heinz (1919–2014), deutscher Generalmajor
- Hollstein, Martin (* 1987), deutscher Kanute und Olympiasieger
- Hollstein, Miriam (* 1970), deutsche Journalistin und Autorin
- Hollstein, Otto (1876–1961), deutscher Musiker und Komponist
- Hollstein, Stephan (* 1966), deutscher Musiker, Musikproduzent und Sänger
- Hollstein, Volkmar (* 1945), deutscher Fußballspieler
- Hollstein, Walter (1899–1977), deutscher Fußballtrainer
- Hollstein, Walter (* 1939), Schweizer Soziologe und Autor
- Hollstein, Wilhelm (1898–1973), deutscher Bodenkundler

### Hollu
- Holluba, Karl (* 1944), deutscher Politiker (Die Linke)
- Hollunder, Christian Fürchtegott (1791–1829), deutscher Metallurg
- Hollunder, Gerda (* 1940), deutsche Journalistin und ehemalige Programmdirektorin des DLR Berlin
- Hollunder, Lilli (* 1986), deutsche SchauspielerinLilli Hollunder (* 1986)

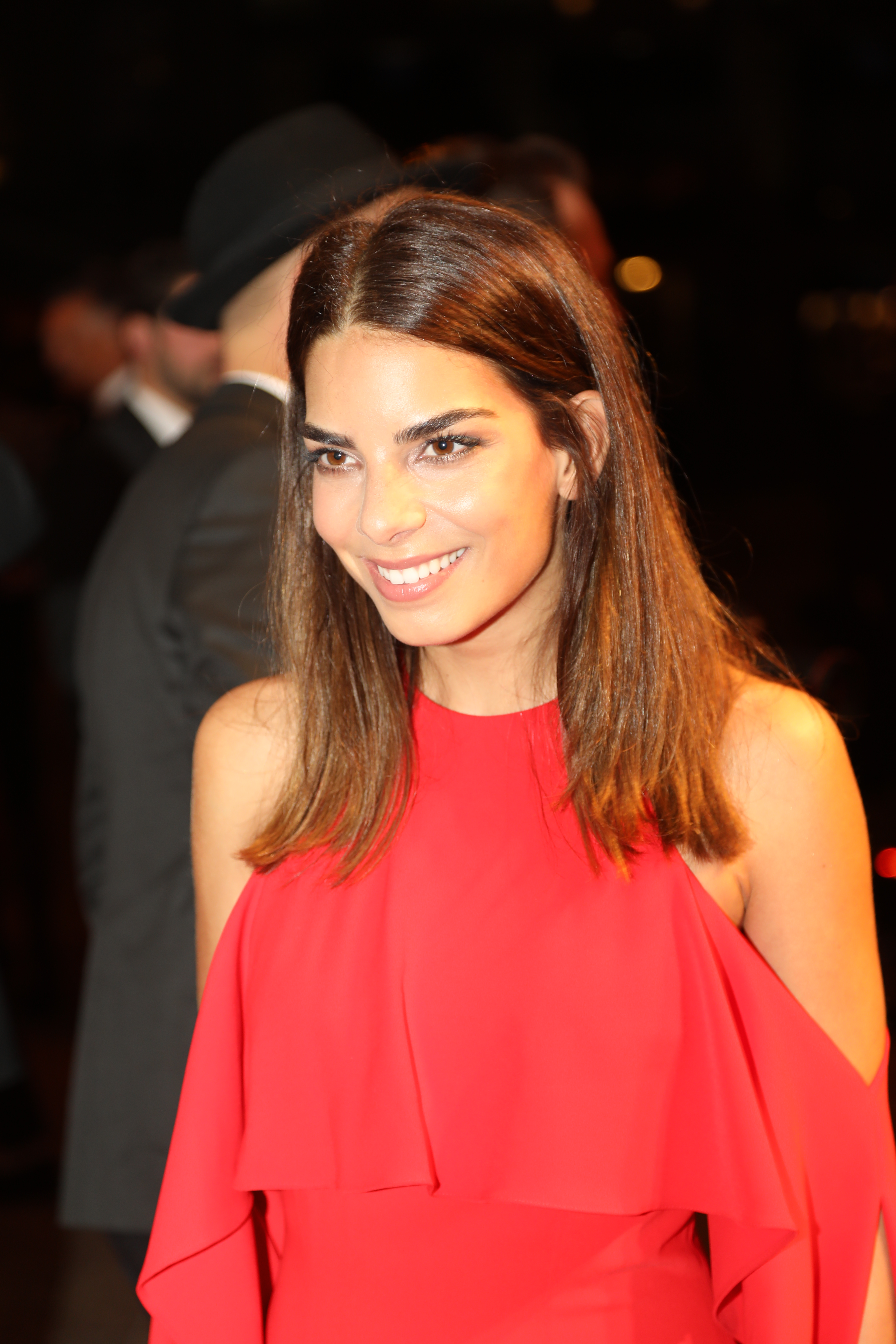
Lilli Hollunder (* 1986)

- Hollunger Wågnert, Katrin (* 1968), schwedische Juristin

### Hollw
- Höllwarth, Gottfried (* 1945), österreichischer Bildhauer
- Höllwarth, Martin (* 1974), österreichischer Skispringer
- Höllwarth, Michael (1944–2016), deutscher Geologe und Naturwissenschaftler
- Höllwarth, Rudolf (1881–1959), deutscher Verbands- und Vereinsfunktionär sowie Autor von Reiseführern
- Hollweck, Josef (1854–1926), deutscher Kirchenrechtler
- Hollweck, Ludwig (1915–1990), deutscher Bibliothekar und Lokalhistoriker
- Hollweg, Arwen (* 2010), deutsche Kinderdarstellerin, Model und Influencerin
- Hollweg, August (1899–1977), niederdeutscher Schriftsteller
- Hollweg, Carl (1867–1932), deutscher Vizeadmiral
- Hollweg, Günther (1902–1963), deutscher Bergbauingenieur
- Hollweg, Ilse (1922–1990), deutsche Opernsängerin (Koloratursopran)
- Hollweg, Nikolaus (1897–1923), bayerischer Polizist
- Hollweg, Ryan (* 1983), US-amerikanisch-kanadischer Eishockeyspieler
- Hollweg, Titus (* 1975), österreichisch-deutscher RegisseurTitus Hollweg (* 1975)

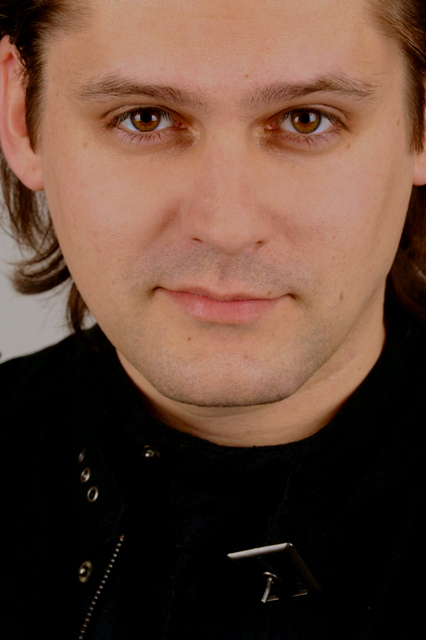
Titus Hollweg (* 1975)

- Hollweg, Uwe (1937–2024), deutscher Unternehmer und Politiker (CDU), MdBB
- Hollweg, Walter (1883–1974), deutscher reformierter Theologe, Kirchenhistoriker und Landessuperintendent
- Hollweg, Werner (1936–2007), deutscher Opernsänger (Tenor)
- Hollwich, Fritz (1909–1991), deutscher Augenarzt, Internist und Hochschullehrer
- Hollwich, Werner (1929–2013), deutscher Politiker (SPD), MdL
- Hollwitz, David (* 1989), deutscher Fußballspieler
- Hollwitz, Fabian (* 1984), deutscher Synchronsprecher und Jurist

### Holly
- Holly, Buddy (1936–1959), US-amerikanischer Rock-’n’-Roll-Musiker und SongschreiberBuddy Holly (1936–1959)

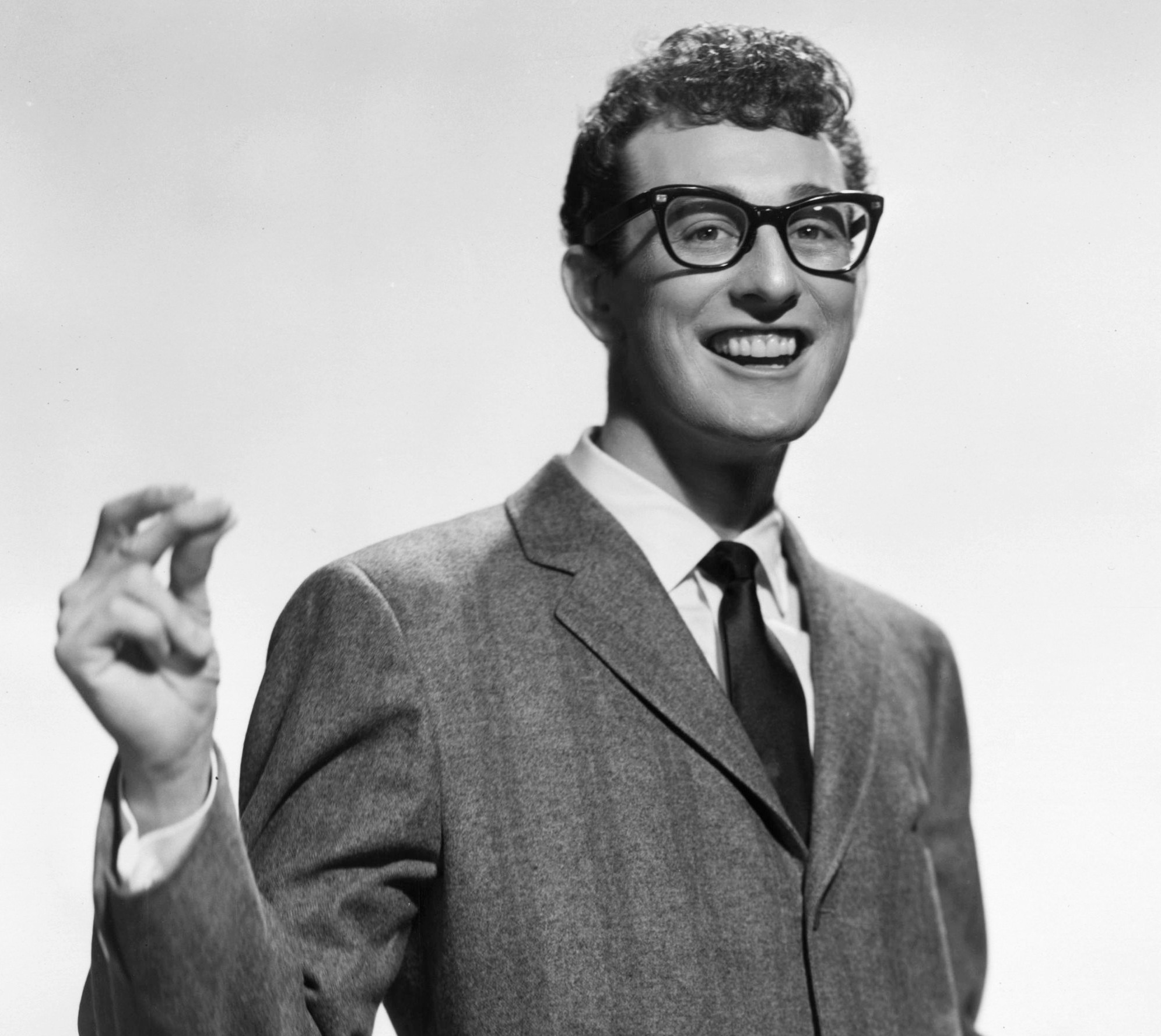
Buddy Holly (1936–1959)

- Holly, Carl (* 1870), deutscher Theaterschauspieler und Opernsänger
- Holly, Caroline Clyde (1866–1943), US-amerikanische Politikerin (Republikanische Partei)
- Holly, Daniel (* 1979), US-amerikanischer Wrestling-Sportler
- Holly, Daven (* 1982), US-amerikanischer American-Football-Spieler
- Hollý, Dominik (* 2003), slowakischer Fußballspieler
- Holly, Ellen (1931–2023), amerikanische Schauspielerin
- Holly, Franz Andreas (1747–1783), böhmischer Komponist
- Holly, Henry Hudson (1834–1892), US-amerikanischer Architekt
- Holly, J. Hunter (1932–1982), amerikanische Science-Fiction-Autorin
- Hollý, Ján (1785–1849), slowakischer Dichter und Übersetzer
- Holly, Lauren (* 1963), US-amerikanisch-kanadische Schauspielerin und FilmproduzentinLauren Holly (* 1963)

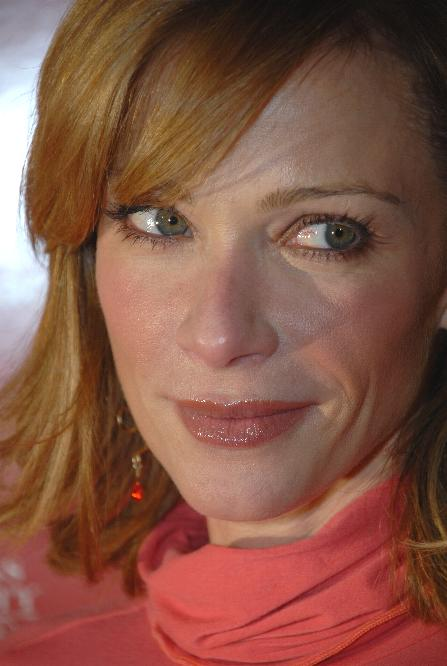
Lauren Holly (* 1963)

- Holly, Linda (* 1984), deutsch-österreichische Schauspielerin
- Hollý, Martin junior (1931–2004), slowakischer Regisseur, Drehbuchautor und Schauspieler
- Hollý, Martin senior (1904–1965), slowakischer Schauspieler und Theaterregisseur
- Holly, Werner (* 1946), deutscher Germanist, Sprachwissenschaftler und Hochschullehrer
- Hollyband, Claudius (1534–1594), britischer Romanist, Fremdsprachendidaktiker und Lexikograf französischer Herkunft
- Hollyday, Christopher (* 1970), US-amerikanischer Jazz-Altsaxophonist und Lehrer
- Hollyfield, Larry, US-amerikanischer Basketballspieler
- Hollyman, Mason (* 2000), britischer Radsportler
- Hollywood Beyond (* 1960), britischer Sänger, Gitarrist, Pianist und Songschreiber
- Hollywood Fats (1954–1986), US-amerikanischer Bluesmusiker
- Hollywood Hank (1985–2023), deutscher Rapper
- Hollywood, Annette (* 1969), deutsche Künstlerin und Filmemacherin
- Hollywood, Ash (* 1989), US-amerikanische Pornodarstellerin und Filmschauspielerin
- Hollywood, Calvin (* 1976), deutscher Foto- und Digitalkünstler
- Hollywood, Jesse James (* 1980), amerikanischer Krimineller